# Nuklearkatastrophe von Tschernobyl

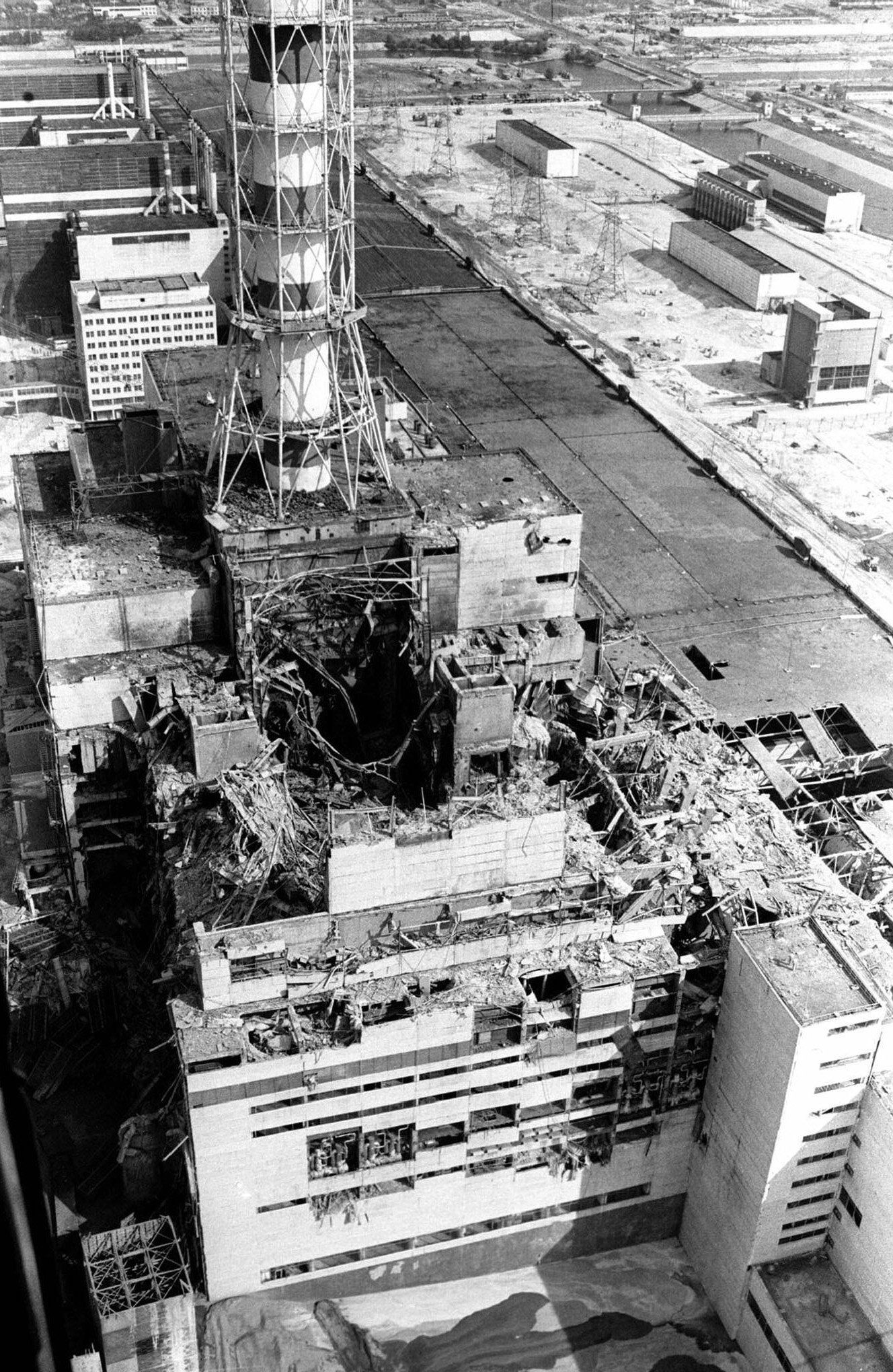
Reaktor Nr. 4, einige Monate nach der Explosion

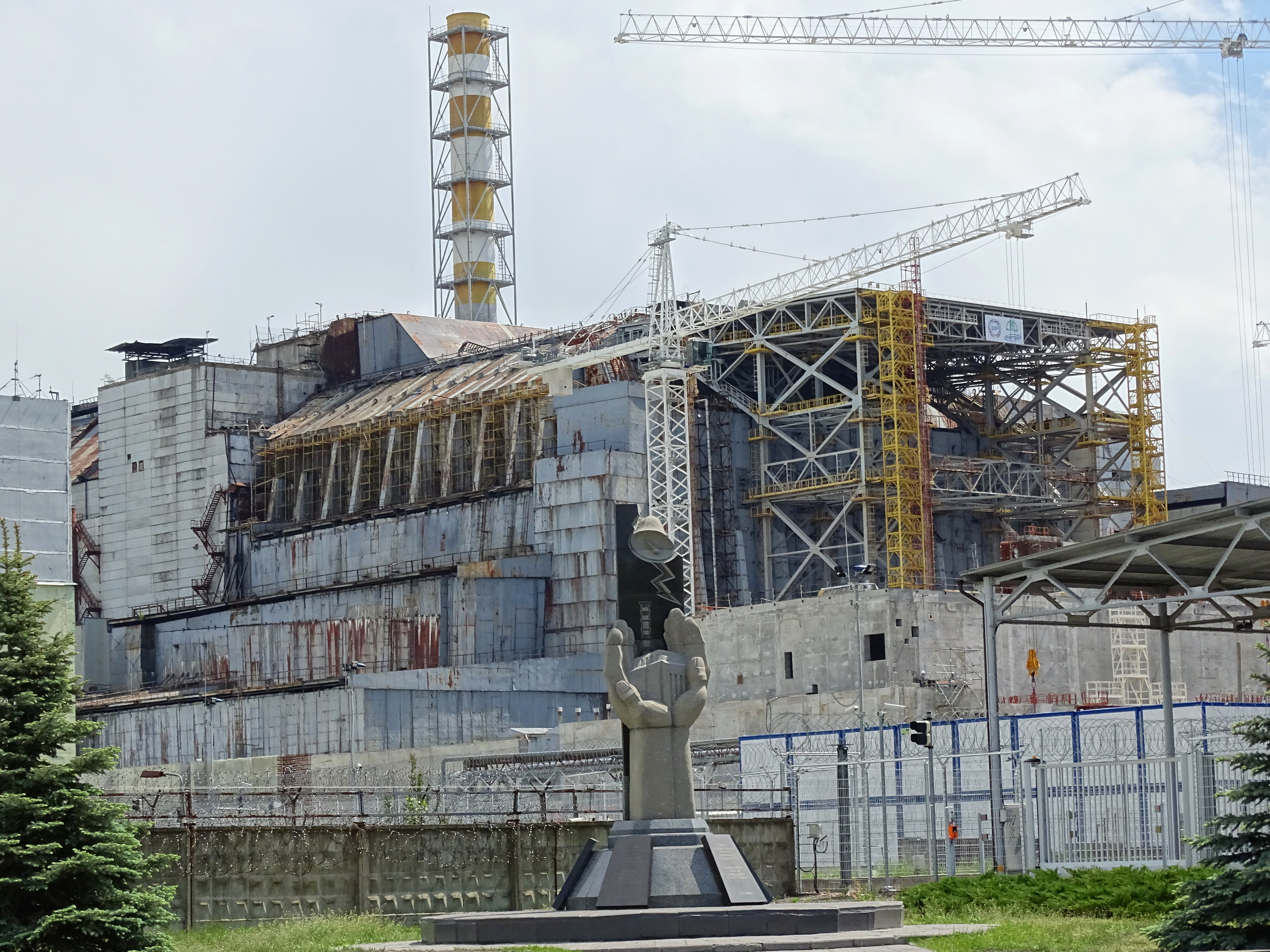
Reaktor Nr. 4 mit dem alten Sarkophag, 2016

Die Nuklearkatastrophe von Tschernobyl (rus: Чернобыль, ukr: Чорнобиль (Tschornobyl)) ereignete sich am 26. April 1986 um 01:23 Uhr Ortszeit (entspricht 23:23 Uhr MESZ am Vortag) im Reaktor-Block 4 des Kernkraftwerks Tschernobyl nahe der 1970 gegründeten ukrainischen Stadt Prypjat. Auf der siebenstufigen internationalen Bewertungsskala für nukleare Ereignisse wurde sie als erstes Ereignis in die höchste Kategorie katastrophaler Unfall (INES 7) eingeordnet. Es handelt sich um den folgenschwersten Unfall in der Geschichte der friedlichen Nutzung der Kernenergie.
Bei einem planmäßigen Test in Block 4 sollte überprüft werden, ob dem Reaktor auch bei einem Stromausfall noch genügend eigene Energie für seine Notkühlung zur Verfügung steht. Unerwartete und unzulässige Zustände in der Anlage führten zu einem Anstieg der Leistung, der durch die Regelung nicht mehr ausgeglichen werden konnte. Die manuelle Abschaltung führte aufgrund der Besonderheiten des RBMK-Kerns zu einem extrem schnellen Anstieg der Energiefreisetzung in den Brennelementen, was letztendlich zur vollständigen Zerstörung des Reaktorkerns führte. Bei der Explosion wurde die Reaktorhalle zerstört, wodurch es aufgrund des Graphitbrands zu einer erheblichen Freisetzung von radioaktiven Stoffen in die Umwelt kam. Die vorherrschenden Luftströmungen verteilten diese über weite Teile Europas.
Die Zahl der Todesfälle im Zusammenhang mit dem Tschernobyl-Unfall ist umstritten, was unter anderem durch methodische Schwierigkeiten bei der Erfassung von strahlungsbedingten Erkrankungen bedingt ist. Das Tschernobyl-Forum veröffentlichte im Jahr 2005 eine Schätzung, wonach die Gesamtzahl der auf den Unfall zurückzuführenden Todesopfer weltweit bei ungefähr 4000 liegt.
Nach der Katastrophe wurde über den beschädigten Reaktor ein vorübergehender Schutzmantel aus Beton und Stahl errichtet, bekannt als „Sarkophag“. Innerhalb eines Radius von 30 Kilometern um das Kernkraftwerk wurde eine Sperrzone eingerichtet. In den Jahren 2010 bis 2019 erfolgte der Bau einer neuen Schutzhülle, das „New Safe Confinement“, über dem Sarkophag.

## Geschichte
Im Jahr 1954 hatte die Sowjetunion mit dem Kernkraftwerk Obninsk weltweit den ersten Reaktor in Betrieb genommen, der Kernkraft für die zivile Stromerzeugung nutzte. Im Februar 1956 verkündete Igor Kurtschatow, der „Vater der sowjetischen Atombombe“, auf dem XX. Parteitag der KPdSU die Vision von einer neuen Sowjetunion, die ihre Energie mit Kernkraft erzeugte. Im September 1966 erließ der Oberste Sowjet der UdSSR eine Verfügung, die dem Bau eines Prototyps einer neuen Generation von graphitmoderierten wassergekühlten Siedewasser-Druckröhrenreaktoren zustimmte, bekannt unter dem Akronym RBMK (russisch: reaktor bolshoy moschnosti kanalnyy). Der RBMK war nach Volumen zwanzigmal größer als westliche Reaktoren und besaß eine thermische Leistung von 3200 MW (Megawatt), sowie eine elektrische Leistung von 1000 MW.
Das Kernkraftwerk Tschernobyl sollte ursprünglich einen Wasser-Wasser-Energie-Reaktor (WWER), das sowjetische Gegenstück zu dem in den Vereinigten Staaten verwendeten Druckwasserreaktor, erhalten. Der RBMK hatte gegenüber dem WWER den Vorteil, dass dieser die doppelte Strommenge erzeugen konnte und billiger in der Herstellung war, weil er aus vorgefertigten Komponenten zusammengebaut werden konnte. Während weltweit Druckwasserreaktoren gebaut wurden, entschied sich die Sowjetunion überwiegend für Kernkraftwerke vom Typ RBMK, so auch in Tschernobyl. Der erste RBMK-Reaktor wurde im Dezember 1973 bei Leningrad in Betrieb genommen  – eine Prototypenphase wurde aus Zeitgründen übersprungen. 
Am 30. November 1975 geriet der Reaktorblock 1 des Leningrader Kernraftwerks nach einer planmäßigen Wartung außer Kontrolle und es kam zu einer partiellen Kernschmelze. Die offizielle Erklärung lautete, dass ein Herstellungsfehler zur Zerstörung eines einzelnen Brennstoffkanals geführt habe, eine Untersuchungskommission kam hingegen zum Ergebnis, dass die Unfallursache eine Folge eines Konstruktionsfehlers des Reaktors gewesen sei.
Nach dem Reaktorunfall im Kernkraftwerk Three Mile Island im März 1979 nahmen die Baukosten für Kernkraftwerke in den Vereinigten Staaten aufgrund von verstärkten Sicherheitsmaßnahmen um den Faktor sieben bis acht zu, ein Trend, dem die sowjetische Nuklearindustrie nicht folgte.
Im Dezember 1966 wurde der Standort in der Nähe des Dorfes Kopatschi ausgewählt und im Sommer 1970 begann der Bau des Kraftwerks. Das Kernkraftwerk Tschernobyl nahm Ende 1977 den Betrieb auf, zwei Jahre nach geplanter Fertigstellung. Im Dezember 1978 folgte die Inbetriebnahme des Reaktor-Blocks 2, Block 3 im Dezember 1981 und im Dezember 1983 ging Block 4 ans Netz. Eine Studie des Wissenschaftlichen Forschungs- und Konstruktionsinstituts für Energietechnik, bekannt unter dem russischen Akronym NIKIET, von 1980 führte neun schwerwiegende Konstruktionsfehler und thermohydraulische Instabilitäten des RBMK-Reaktors auf und stellte fest, dass Unfälle nicht nur unter seltenen, eher unwahrscheinlichen Bedingungen möglich seien, sondern auch im Alltagsbetrieb wahrscheinlich seien. In der Folge überarbeitete NIKIET lediglich die Betriebsanleitungen und unternahm keine Anstrengungen, die Belegschaft der Kraftwerke über potentielle Gefahren zu informieren. Im September 1982 kam es während eines Unfalls in Block 1 zu einer partiellen Kernschmelze, bei dem Strahlung in die Umgebung freigesetzt wurde. Der Vorfall wurde wie alle Unfälle in sowjetischen Kernkraftwerken als streng geheim eingestuft und die Beteiligten wurden gezwungen, Redeverbote des KGB zu unterzeichnen.
Bei einer unter der Leitung von Anatoli Djatlow durchgeführten, am 25. April 1986 begonnenen Simulation eines vollständigen Stromausfalls kam es aufgrund schwerwiegender Verstöße gegen die Sicherheitsvorschriften sowie der bauartbedingten Eigenschaften des graphitmoderierten Kernreaktors vom Typ RBMK-1000 zu einem unkontrollierten Leistungsanstieg, der am 26. April um 01:23:44 Uhr zur Explosion des Reaktors und zum Brand des als Moderator eingesetzten Graphits führte. Innerhalb der ersten zehn Tage nach der Explosion wurde eine Radioaktivität von mehreren Trillionen Becquerel in die Erdatmosphäre freigesetzt. Die so in die Atmosphäre gelangten radioaktiven Stoffe, darunter die Isotope Caesium-137 mit einer Halbwertszeit (HWZ) von rund 30 Jahren und Iod-131 (HWZ: 8 Tage), kontaminierten infolge radioaktiven Niederschlags hauptsächlich die Region nordöstlich von Tschernobyl sowie durch Windverfrachtung viele Länder in Europa.
Nach der Katastrophe begannen sogenannte Liquidatoren mit der Dekontamination der am stärksten betroffenen Gebiete. Unter der Leitung des Kurtschatow-Instituts errichtete man bis November 1986 einen aus Stahlbeton bestehenden provisorischen Schutzmantel (russisch объект «Укрытие», objekt «Ukrytije»), der meist als „Sarkophag“ bezeichnet wird.
Über die weltweiten gesundheitlichen Langzeitfolgen, insbesondere jene, die auf eine gegenüber der natürlichen Strahlenexposition erhöhte effektive Dosis zurückzuführen sind, gibt es seit Jahren Kontroversen. Die Weltgesundheitsorganisation (WHO) hält in einem gemeinsam mit den Vereinten Nationen und der Internationalen Atomenergie-Organisation erstellten Bericht insgesamt weltweit ca. 4000 Todesopfer vor allem durch Krebserkrankungen für möglich. Direkt der Katastrophe zugeschriebene Todesfälle, größtenteils infolge von akuter Strahlenkrankheit (bzw. thermischen Verbrennungen – viele der Todesopfer hatten sowohl thermische Verbrennungen als auch Strahlenschäden, während andere vergleichbare Strahlendosen überlebten), gab es laut diesem Bericht weniger als 50. Die mittelbaren und statistisch ermittelten Todesopferzahlen werden dagegen wesentlich höher beziffert. Die IPPNW bringt in einem Report von 2016 Hunderttausende Todesfälle statistisch in Verbindung mit der Nuklearkatastrophe. Unter gesundheitlichen Spätfolgen leiden demnach Millionen Menschen. Der im Jahr 2008 veröffentlichte Bericht der UNSCEAR kam zu dem Schluss, dass zu diesem Zeitpunkt insgesamt 43 Todesfälle auf den Reaktorunfall zurückzuführen waren.
Als wesentlichster Effekt wurde in den stark kontaminierten Gebieten um Tschernobyl das vermehrte Auftreten von Schilddrüsenkrebs beobachtet. Dieses vermehrte Auftreten hätte mit einfachen medizinischen Mitteln, durch eine sogenannte Iodblockade, von der damaligen Regierung verhindert werden können.
Der damalige Generalsekretär des Zentralkomitees der KPdSU, Michail Gorbatschow, bezeichnete 1986 in einer öffentlichen Stellungnahme die westliche Berichterstattung über das Unglück mit angeblich Tausenden von Toten als „zügellose antisowjetische Hetze“ und rief in der Rede zur internationalen Zusammenarbeit im Bereich der friedlichen Nutzung der Kernenergie auf.
2006 schrieb Gorbatschow in einem Buch, Tschernobyl sei vielleicht mehr noch als seine Perestroika die wirkliche Ursache für den Zusammenbruch der Sowjetunion.

## Hergang

Lage des Kraftwerks in der Nähe der Stadt Prypjat

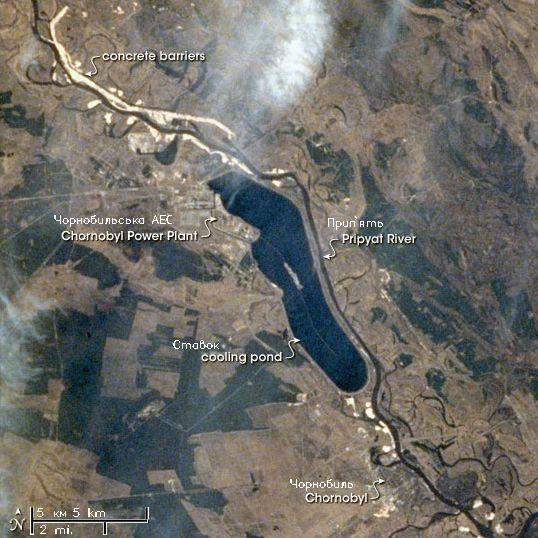
Satellitenbild der Region aus dem Jahr 1997

### Ursachen
Die Katastrophe ereignete sich bei einem unter der Leitung von Anatoli Djatlow durchgeführten Versuch, der einen vollständigen Ausfall der externen Stromversorgung des Kernreaktors simulieren sollte. Dieser Versuch sollte den Nachweis erbringen, dass in der Anlage durch den Nachlauf der Hauptturbine genügend elektrische Energie produziert wird, um die bei einem Stromausfall weiterhin benötigten Kühlsysteme bis zum Anlaufen der Dieselgeneratoren versorgen zu können.
Als Hauptursachen für die Katastrophe gelten erstens die bauartbedingten Eigenschaften des graphit-moderierten Kernreaktors (Typ RBMK-1000), der im niedrigen Leistungsbereich instabiles Verhalten zeigt, und zweitens schwerwiegende Verstöße der Operatoren gegen geltende Sicherheitsvorschriften während des Versuchs, insbesondere der Betrieb des Reaktors in diesem instabilen Leistungsbereich.
Kennzeichnend für diesen Reaktortyp (graphit-moderiert) ist ein stark positiver Void-Koeffizient: Bilden sich im Kühlwasser Dampfblasen – zum Beispiel wegen einer lokalen Leistungssteigerung an einer Stelle im Reaktor oder wegen Druckverlusts im Reaktor nach dem Platzen eines Rohres –, steigt die Reaktivität im Reaktor und damit die Wärmeabgabe. Grund hierfür ist, dass sich die Neutronenabsorption des Kühlwassers entsprechend der Dampfblasenbildung reduziert, während zugleich die zur Kernspaltung nötige Moderationswirkung des im Reaktor verbauten Graphits erhalten bleibt. Bei den meisten anderen kommerziellen Reaktortypen ist hingegen der Void-Koeffizient negativ, weil dort das Kühlwasser zugleich als Moderator dient. Kommt es bei diesen zur Dampfblasenbildung, reduziert sich die Reaktivität und damit auch die Wärmeproduktion.
Beim Unglücksreaktor wurde der Void-Koeffizient zudem durch den fortgeschrittenen Abbrand des Kernbrennstoffs weiter erhöht. Außerdem wurde die Einhaltung der betrieblichen Reaktivitätsreserve (minimal erforderliche Reaktivitätsbindung durch hinreichend in den Reaktor eingefahrene Steuerstäbe) nicht vom automatischen Reaktorsicherheitssystem überwacht. Stattdessen war sie lediglich in den Betriebsvorschriften vorgegeben. Tatsächlich war der vorgegebene Minimalwert der Reaktivitätsreserve bereits Stunden vor Beginn des Versuchs unterschritten – der Reaktor hätte abgeschaltet werden müssen. Außerdem hatte die Betriebsmannschaft bestimmte Sicherheitssysteme abgeschaltet, um im Bedarfsfall den Versuch wiederholen zu können. Die automatisch arbeitenden Sicherheitssysteme hätten das ansonsten planmäßig verhindert, indem sie während des Versuchs eine Schnellabschaltung ausgelöst hätten.
Die endgültige Auslösung der explosionsartigen Leistungsexkursion ist wahrscheinlich auf eine weitere konstruktive Besonderheit des Steuerstabsystems zurückzuführen: ein Großteil der Steuerstäbe war mit Verdrängungskörpern aus Graphit ausgestattet, die beim Ausfahren der Steuerstäbe an deren Stelle im Reaktor platziert waren. Diese Graphitkörper bewirkten eine Leistungssteigerung in Höhe eines halben β, da sie Wasser, welches Neutronen absorbiert, verdrängten; eine Leistungsminderung bewirken sie erst bei größerer Einfahrtiefe.
Als der Schichtleiter Alexander Akimow schließlich Leonid Toptunow befahl, manuell die Reaktorschnellabschaltung (russisch Аварийная Защита 5-й категории (АЗ-5), Awarijnaja Saschtschita 5-j kategorii (AZ-5), „Notfallschutz der 5. Kategorie“) auszulösen, trat genau dieser Effekt ein: Viele Stäbe fuhren gleichzeitig ein und die Verschiebung der Verdrängungskörper und die dadurch verursachte Verdrängung von Wasser führten dadurch dem Reaktor sogar noch mehr Reaktivität zu. Insbesondere die unteren Bereiche des Reaktors, in denen die Verdrängungskörper der einfahrenden Steuerstäbe zu dem Zeitpunkt positioniert waren, wurden prompt überkritisch, das heißt, die Kettenreaktion der Kernspaltungen lief auch ohne verzögerte Neutronen immer schneller. Die Leistung stieg innerhalb von Sekundenbruchteilen auf ein Vielfaches (vermutlich das Hundertfache) der Nennleistung an. Durch die Überschreitung der (lokalen) Auslegungsleistung wurden die Kanäle der Steuerstäbe blockiert und die exponentielle Leistungssteigerung war nicht mehr aufzuhalten. Schlagartig verdampften große Mengen Kühlwasser, und der dabei entstehende hohe Druck ließ den Reaktor bersten. Etwa zwei bis drei Sekunden später kam es zu einer zweiten Explosion. Die Ursache dafür ist unklar; möglicherweise ereignete sich eine zweite Leistungsexkursion, da in den abgerissenen Rohren der Druck rasch sank, das Wasser siedete und die Reaktivität stieg. Auch die Zündung von Wasserstoff, der sich bei den hohen Temperaturen durch chemische Reaktionen des Wasserdampfs mit den weiteren Reaktorkomponenten (insbesondere Graphit-Moderator und Metall) bildete, kommt als Ursache in Frage.
Eine weitere Schwäche des RBMK-Designs als Druckröhrenreaktor war das Fehlen eines Sicherheitsbehälters. Fraglich ist allerdings, ob ein solcher den Explosionen standgehalten hätte.
Wesentlich zum Zustandekommen des Unfalls trug eine Verschiebung des Versuchs um rund einen halben Tag bei. Die dadurch entstandene lange Haltezeit auf Teillast führte zu einer Anreicherung des Reaktors mit neutronenabsorbierendem Xenon-135. Durch die so genannte Xenonvergiftung wurde das neutronenphysikalische Verhalten des Reaktors wesentlich komplexer und weniger berechenbar.

### Geplanter Versuchsablauf
Auch ein abgeschaltetes Kernkraftwerk ist auf die Versorgung mit elektrischer Energie angewiesen, beispielsweise zur Aufrechterhaltung der Kühlung und für die Instrumentierung und Überwachung. Im Normalfall wird der Eigenbedarf eines abgeschalteten Kraftwerks aus dem öffentlichen Energieversorgungsnetz oder von Nachbarblöcken gedeckt. Ist das nicht möglich, laufen Notstromaggregate an. Jedoch benötigen diese eine gewisse Zeit, bis sie ausreichend Strom produzieren.
Im Rahmen einer wegen Wartungsarbeiten anstehenden Abschaltung des Reaktors sollte nun gezeigt werden, dass die Rotationsenergie der auslaufenden Turbinen bei gleichzeitig unterstelltem Netzausfall ausreicht, die Zeit von etwa 40 bis 60 Sekunden bis zum vollen Anlaufen der Notstromaggregate zu überbrücken. Nach Sicherheitsvorschriften hätte der Versuch eigentlich bereits vor der kommerziellen Inbetriebnahme im Dezember 1983 durchgeführt werden sollen. Jedoch waren die finanziellen Anreize für die Projektleiter für die rechtzeitige Inbetriebnahme so hoch, dass dieser eigentlich erforderliche Sicherheitstest erst nachträglich durchgeführt wurde.
Ein im Block 3 des Kraftwerks bereits durchgeführter analoger Versuch war 1985 fehlgeschlagen, da die Spannung des Generators an der Hauptturbine zu schnell abfiel, so dass die Stromversorgung aus dem Generator nicht gereicht hätte, die Zeit bis zum Anspringen und Hochfahren der Notstromaggregate zu überbrücken. Nun sollte der Versuch im Block 4 mit einem verbesserten Spannungsregler wiederholt werden.
Es war vorgesehen, den Versuch bei reduzierter Reaktorleistung (zwischen 700 und 1000 MWthermisch) durch Schließung der Dampfzufuhr zu den Turbinen einzuleiten.

### Chronologie
Freitag, 25. April 1986
01:06 Uhr (MSD): Als erster Schritt sollte die thermische Leistung des Reaktors von ihrem Nennwert bei 3200 MW auf 1000 MW reduziert werden, wie bei einer Regelabschaltung üblich. Der Reaktor sollte sowohl für eine Revision als auch für den Test heruntergefahren werden.
13:05 Uhr: Etwa 50 % Reaktorleistung wurden erreicht. Eine der beiden zugeordneten Turbinen
wurde abgeschaltet. Bei diesen etwa 50 Prozent Leistung wurde der Turbogenerator 7 abgeschaltet. Es reicherte sich neutronenabsorbierendes Xenon-135 an.
14:00 Uhr: Es wurde damit begonnen, das Notkühlsystem abzuschalten. Grund dafür war, dass bei einem Notkühlsignal kein Wasser in den Reaktor gepumpt werden sollte. Inzwischen war aufgrund erhöhter Stromnachfrage auf Anweisung des Lastverteilers in Kiew die Leistungsabsenkung bei einer erreichten Leistung von 1600 MW unterbrochen und der Reaktor mit dieser Leistung konstant weiterbetrieben worden. Das Betriebspersonal vergaß nun, die Notkühlsysteme wieder zu aktivieren.
23:10 Uhr: Nachdem der Strombedarf gedeckt war, wurde mit dem weiteren Abfahren des Reaktors begonnen. Ziel war es, 25 Prozent der Nennleistung zu erreichen.
Samstag, 26. April 1986
00:00 Uhr: Eine neue Schichtmannschaft übernahm den Reaktor.
00:28 Uhr: Bei 500 MW erfolgte eine Umschaltung innerhalb der Reaktorleistungsregelung. Durch einen Bedienfehler, durch den der Sollwert für die Gesamtleistungsregelung möglicherweise nicht richtig eingestellt wurde, oder aufgrund eines technischen Defekts sank die Leistung weiter bis auf nur noch etwa 30 MW, rund 1 Prozent der Nennleistung.
Wie nach jeder Leistungsabsenkung erhöhte sich die Konzentration des Isotops 135Xe im Reaktorkern („Xenonvergiftung“). Da 135Xe als sog. Neutronengift die für die nukleare Kettenreaktion benötigten Neutronen sehr stark absorbiert, nahm aufgrund der Konzentrationszunahme die Reaktivität des Reaktors immer weiter ab. Als die Betriebsmannschaft am 26. April 1986 um 00:32 Uhr die Leistung des Reaktors durch weiteres Ausfahren von Steuerstäben wieder anheben wollte, gelang ihr das infolge der mittlerweile aufgebauten Xe-Vergiftung nur bis zu etwa 200 MW oder 6 Prozent der Nennleistung.
Obwohl der Betrieb auf diesem Leistungsniveau unzulässig war (laut Vorschrift durfte der Reaktor nicht unterhalb von 20 Prozent der Nennleistung betrieben werden, was 640 MW entspricht) und sich zu diesem Zeitpunkt außerdem viel weniger Steuerstäbe im Kern befanden, als für einen sicheren Betrieb vorgeschrieben waren, wurde der Reaktor nicht abgeschaltet, sondern der Betrieb fortgesetzt.
01:03 Uhr bzw. 01:07 Uhr: Beim Schließen der Turbineneinlassventile läuft normalerweise das Kernnotkühlsystem an. Dieses war jetzt jedoch ausgeschaltet. Um dessen Stromverbrauch für den Versuch zu simulieren, wurden nacheinander zwei zusätzliche Hauptkühlmittelpumpen in Betrieb genommen. Der dadurch erhöhte Kühlmitteldurchsatz verbesserte an einigen Stellen die Wärmeabfuhr aus dem Reaktorkern und reduzierte demgemäß den durchschnittlichen Dampfblasengehalt des Kühlmittels im Kern. Der positive Dampfblasenkoeffizient bewirkte eine globale Reaktivitätsabnahme, auf welche die (automatische) Reaktorregelung mit dem Herausfahren weiterer Steuerstäbe reagierte. Der Reaktorzustand verschob sich weiter in den unzulässigen Bereich.
01:19 Uhr: Die Wasserzufuhr in den Reaktor wurde erhöht, um so die Warnsignale zum Stand von
Wasserspiegel und Druck zu deaktivieren, die zu einer Abschaltung geführt hätten. Diese Vorgehensweise war laut Betriebsanleitung nicht verboten.
01:22 Uhr: Es gelang, den Reaktor zu stabilisieren und den Wasserpegel im Reaktor auf zwei Drittel des vorgeschriebenen Werts zu steigern.

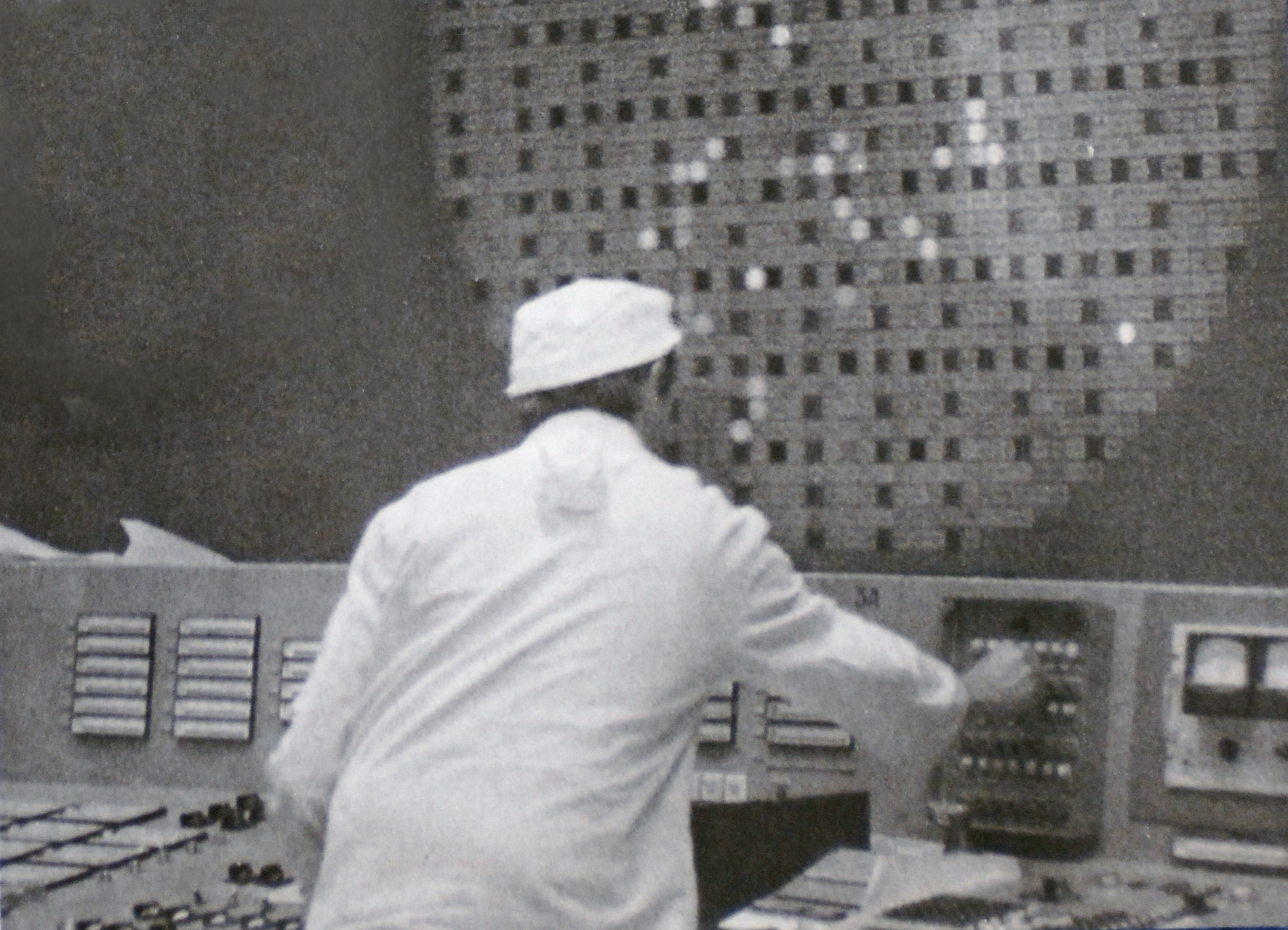
Kontrollraum des Reaktors Nr. 4

Einfahrweite der Steuerstäbe (grün) und der von unten eingefahrenen gekürzten Absorberstäbe (gelb) in Zentimetern. Uhrzeit 01:22:30, etwa 75 Sekunden vor der Explosion

01:23:04 Uhr: Der eigentliche Test begann durch Schließen der Turbinenschnellschlussventile. Dadurch wurde die Wärmeabfuhr aus dem Reaktor unterbrochen, sodass die Temperatur des Kühlmittels nun anstieg. Infolge des positiven Dampfblasenkoeffizienten kam es jetzt zu einem Leistungsanstieg, auf den die automatische Reaktorregelung folgerichtig mit dem Einfahren von Steuerstäben reagierte. Infolge der relativ langsamen Einfahrgeschwindigkeit der Steuerstäbe konnte die Leistung allerdings nicht stabilisiert werden, sodass der Neutronenfluss weiter anstieg. Dies bewirkte einen verstärkten Abbau der im Kern angesammelten Neutronengifte (insbesondere 135Xe). Dadurch stiegen Reaktivität und Reaktorleistung weiter an, wodurch immer größere Mengen an Dampfblasen entstanden, die ihrerseits wieder die Leistung erhöhten. Die Effekte schaukelten sich so gegenseitig auf.
01:23:40 Uhr: Der Schichtleiter Alexander Akimow gab Leonid Toptunow den Befehl, manuell den Knopf des Havarieschutzes, Typ 5 (Notabschaltung des Reaktors), auszulösen. Dazu wurden alle zuvor aus dem Kern entfernten Steuerstäbe wieder in den Reaktor eingefahren.
Nun zeigte sich ein weiterer Konzeptionsfehler des Reaktortyps: Durch die an den Spitzen der Stäbe angebrachten Graphitabschnitte wurde beim Einfahren eines vollständig herausgezogenen Stabs die Reaktivität dort kurzzeitig erhöht, bis der Stab tiefer in den Kern eingedrungen war. Dadurch entstand unten im Reaktor ein Bereich, in dem die Leistung die Auslegung der Struktur überschritt – das erhitzte Metall dehnte sich aus und blockierte ein weiteres Einfahren der Steuerstäbe.
01:23:44 Uhr: Die durch das gleichzeitige Einfahren aller Stäbe massiv gesteigerte Neutronenausbeute ließ die Reaktivität so weit ansteigen, dass schließlich mehr prompte Neutronen (d. h. ohne die verzögerten Neutronen) erzeugt wurden, als für den Erhalt der Kettenreaktion nötig war (prompte Überkritikalität) und infolgedessen die Leistung innerhalb von Sekundenbruchteilen das Hundertfache des Nennwerts überschritt.

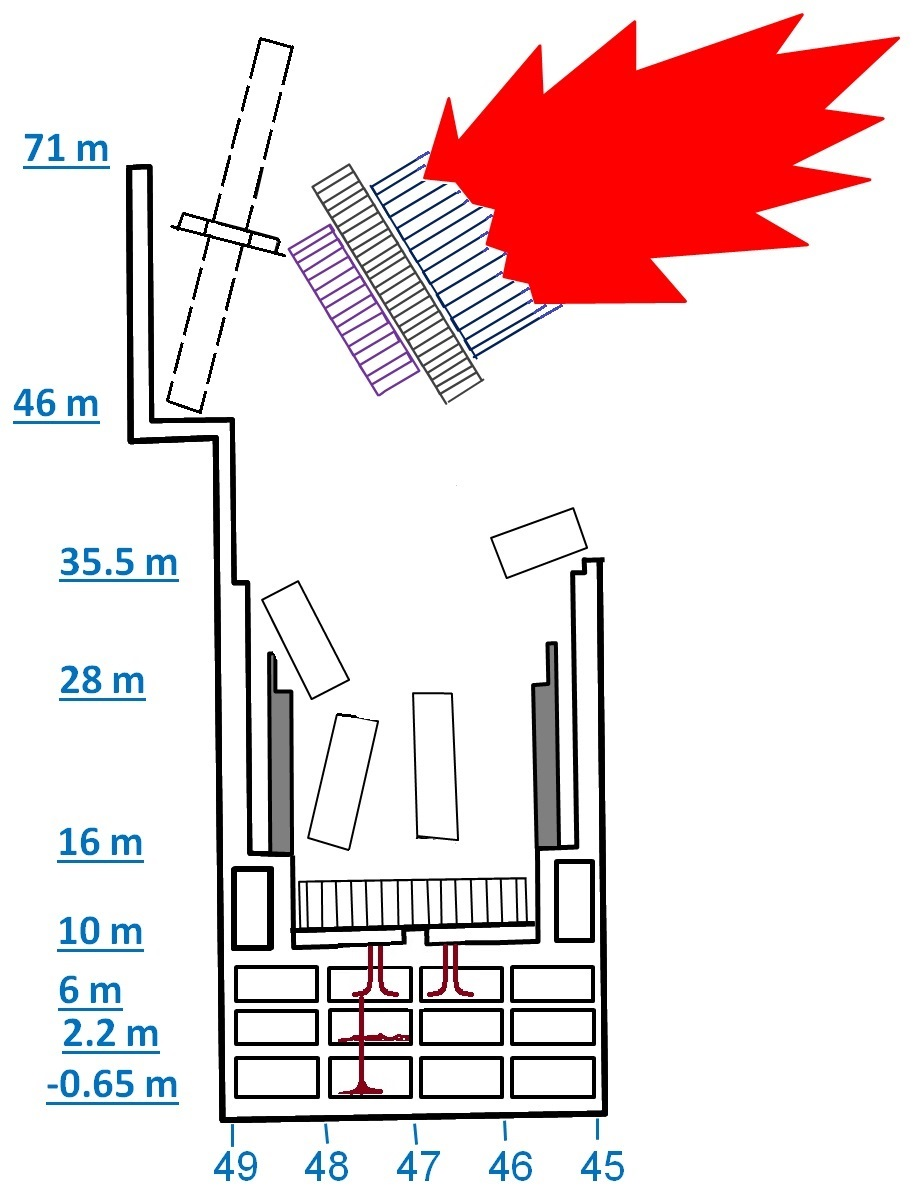
Die Stufen der Zerstörung des Kernreaktors

Durch diese Leistungsexkursion im Reaktorkern erhitzten sich Kühlwasser, Graphit, Steuerstäbe und Brennstäbe enorm. Erste Explosionen fanden möglicherweise in den Brennelementen statt. Nachfolgend begannen Druckröhren zu bersten, so dass die Reaktorauslegung überschritten wurde, die maximal zwei gleichzeitig zerstörte Kanäle vorsah. Die einfahrenden Steuerstäbe erreichten nicht die Endposition, sondern wurden möglicherweise durch eine überdruckbedingte Verschiebung von Reaktorbauteilen blockiert.
Das Zirconium in den Ummantelungen der Brennstäbe ebenso wie der Graphit konnten nun mit dem heißen Dampf reagieren. Wasserstoff und Kohlenstoffmonoxid entstanden in größeren Mengen und konnten aufgrund der Beschädigungen des Reaktorkerns entweichen. Nur Sekunden später kam es zu einer zweiten Explosion, die möglicherweise durch eine erneute Leistungssteigerung oder durch die Entstehung von Wassergas unter dem Reaktorgebäudedeckel ausgelöst wurde.
Welche Explosion zum Abheben des über 1000 Tonnen schweren Deckels des Reaktorkerns (biologischer Schild) führte, ist unklar. Explosionen zerstörten auch das – nur als Wetterschutz ausgebildete – Dach des Reaktorgebäudes, sodass der Reaktorkern nun nicht mehr eingeschlossen war und direkte Verbindung zur Atmosphäre hatte. Der glühende Graphit im Reaktorkern fing sofort Feuer. Insgesamt verbrannten während der folgenden zehn Tage 250 Tonnen Graphit, das sind etwa 15 Prozent des Gesamtinventars.
Große Mengen an radioaktiver Materie wurden durch die Explosionen und den Brand des Graphits in die Umwelt freigesetzt, wobei die hohen Temperaturen des Graphitbrandes für eine Freisetzung in große Höhen sorgten. Insbesondere die leicht flüchtigen Isotope 131I und 137Cs bildeten gefährliche Aerosole, die in einer radioaktiven Wolke teilweise Hunderte oder gar Tausende Kilometer weit getragen wurden, bevor sie der Regen aus der Atmosphäre wusch. Radioaktive Stoffe mit höherem Siedepunkt wurden hingegen vor allem in Form von Staubpartikeln freigesetzt, die sich in der Nähe des Reaktors niederschlugen.
04:30 Uhr: Akimow meldete einem Mitglied der Kraftwerksleitung, Nikolai Fomin, dass der Reaktor intakt geblieben sei. Obwohl überall Bruchstücke der Brennstäbe sowie Graphitelemente verstreut lagen und die Situation bei Tageslicht offensichtlich war, beharrten die Operatoren sowie die Kraftwerksleitung noch bis zum Abend des 26. April darauf, dass der Reaktor intakt sei und nur gekühlt werden müsse. Entsprechende Meldungen wurden nach Moskau übermittelt. Dieser Umstand ist nach Grigori Medwedew die Hauptursache für die späte Evakuierung der Stadt Prypjat.
Gegen 05:00 Uhr: Die Brände außerhalb des Reaktors waren durch die Werkfeuerwehr gelöscht. Block 3 wurde abgeschaltet.
Gegen 15:12 Uhr: Der Werksfotograf Anatoli Rasskasow machte von einem Hubschrauber aus die ersten Aufnahmen der radioaktiven Rauchfahne und des zerstörten Reaktorblocks 4. Ein Großteil seiner Aufnahmen waren infolge der hohen Strahlungsaktivität geschwärzt. Einige Abzüge behielt er für sich, und die anderen Fotos mitsamt den Negativen wurden dem Notfallstab und den Sicherheitsbehörden übergeben. Einige Aufnahmen wurden erst am 30. April 1986 retuschiert im sowjetischen Fernsehen gezeigt, um das Ausmaß des Unglücks weniger dramatisch darstellen zu können.
Sonntag, 27. April 1986
Die Blöcke 1 und 2 wurden um 01:13 bzw. 02:13 Uhr abgeschaltet. Es wurde begonnen, den Reaktor von Block 4 mit Blei, Bor, Dolomit, Sand und Lehm zuzuschütten. Dies verringerte die Spaltproduktfreisetzung und deckte den brennenden Graphit im Kern ab. Insgesamt wurden ca. 40 t Borcarbid abgeworfen, um die Kettenreaktion zu unterbinden, ca. 800 t Dolomit, um den Graphitbrand zu unterdrücken und die Wärmeentwicklung zu verringern, ca. 2400 t Blei, um die Gammastrahlung zu verringern wie auch eine geschlossene Schicht über dem schmelzenden Kern zu bilden, und ca. 1800 t Sand und Lehm, um die radioaktiven Stoffe zu filtern. Rund 1800 Hubschrauberflüge waren hierfür nötig. Das zur Kühlung in den Block 4 eingeleitete Wasser sammelte sich aufgrund der geborstenen Leitungen in den Räumen unter dem Reaktor, wo es stark kontaminiert wurde und mit etwa 1000 Röntgen (≈ 10 Gray) pro Stunde strahlte. Zur gleichen Zeit begann die Evakuierung der in der Nähe liegenden Stadt Prypjat mit 48.000 Einwohnern.
Montag, 28. April 1986
09:00 Uhr: Im über 1200 Kilometer entfernten Kernkraftwerk Forsmark in Schweden wurde aufgrund erhöhter Radioaktivität auf dem Gelände automatisch Alarm ausgelöst. Messungen an der Arbeitsbekleidung der Angestellten ergaben erhöhte radioaktive Werte. Nachdem die eigenen Anlagen als Verursacher hatten ausgeschlossen werden können, richtete sich der Verdacht aufgrund der aktuellen Windrichtung gegen eine kerntechnische Anlage auf dem Gebiet der Sowjetunion.
21:00 Uhr: Nachdem die sowjetischen Behörden zunächst eine Nachrichtensperre erlassen hatten, meldete die amtliche Nachrichtenagentur TASS erstmals einen „Unfall“ im Kernkraftwerk Tschernobyl. Um 21:30 Uhr wurde in der Nachrichtensendung Wremja eine Meldung verlesen, dass der Reaktor in Tschernobyl beschädigt sei und man „Maßnahmen zur Beseitigung der Folgen der Havarie“ ergriffen habe. Um 19:32 Uhr MEZ schickte die Deutsche Presse-Agentur eine erste Eilmeldung an die Nachrichtenredaktionen in der Bundesrepublik Deutschland ab.
Dienstag, 29. April 1986
Sowjetische Quellen sprachen erstmals von einer „Katastrophe“ und von zwei Todesopfern. Internationale Medien berichteten erstmals ausführlicher über den Unfall, verfügten aber über kein Bild- oder Filmmaterial vom Unglücksort. US-Militärsatelliten lieferten ab dem Nachmittag erste Aufnahmen und Informationen, die nicht an die Öffentlichkeit gelangten.
Mittwoch, 30. April 1986
Im sowjetischen Fernsehen wurde erstmals ein Foto vom Unglücksort gezeigt, das aber retuschiert war. Die ARD-Nachrichtensendung Tagesschau zeigte dieses Foto ebenfalls.
Donnerstag, 1. Mai 1986
Der erst im Februar 1986 in die Erdumlaufbahn entsandte französische Erderkundungssatellit SPOT 1 lieferte den internationalen Medien Infrarotaufnahmen der nuklearen Rauchfahne über dem Reaktor. Am 3. Mai lieferten auch Landsat-Satelliten erstmals Aufnahmen, die allerdings sehr ungenau waren und keine Aufschlüsse über das Ausmaß der Katastrophe gaben.
4. und 5. Mai 1986
Es wurde damit begonnen, unterhalb der Anlage Stickstoff einzublasen, um so das Feuer zu ersticken. Zunächst hatte dies den Nebeneffekt, dass die Wärme im Kern anstieg und zudem mehr radioaktive Partikel hinausgeblasen wurden.
6. Mai 1986
Die Freisetzung der Spaltprodukte war weitgehend unterbunden. Es wurde damit begonnen, ein Stickstoffkühlsystem unter dem Reaktor zu installieren.

## Reaktion und Gegenmaßnahmen

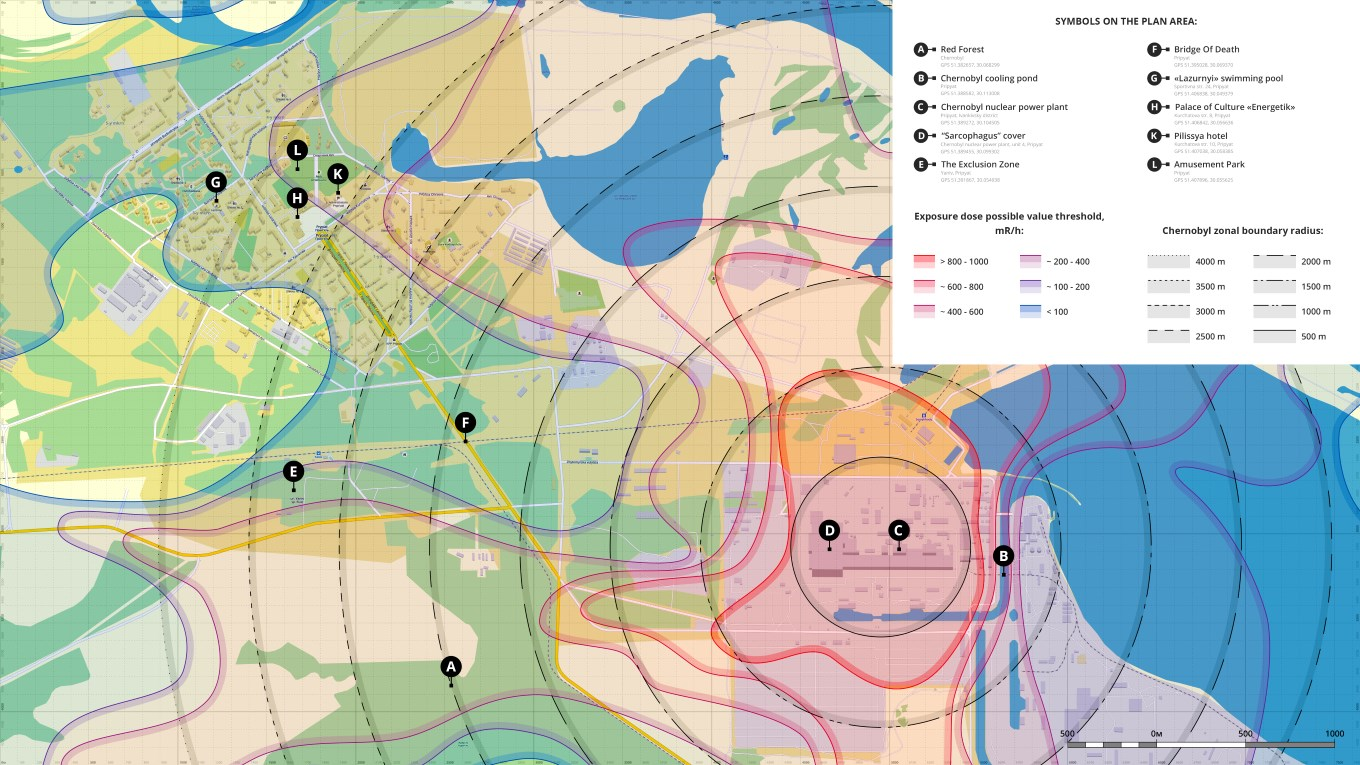
Karte von Tschernobyl und Prypjat mit den am meisten signifikant radioaktiv kontaminierten Gebieten

Nachdem Prypjat am 27. April 1986 evakuiert worden war, erfasste der nächste Evakuierungs-Schritt bis zum 3. Mai sämtliche Einwohner aus einem Umkreis von 10 km um den Reaktor. Am 4. Mai 1986 wurde ein Gebiet 30 km um den Reaktor evakuiert, davon waren weitere 116.000 Menschen betroffen. Der größte Teil der Evakuierungen wurde von den Reserven der Sowjetarmee durchgeführt.
In den folgenden Jahren wurden nochmals 210.000 Einwohner umgesiedelt. Mittlerweile beträgt die Sperrzone 4300 km², was einem Kreis mit dem Radius von 37 km entspricht.
Zunächst war die Reaktion auf den Unfall in Tschernobyl von einer Unterschätzung der Lage und von Desinformation geprägt. So war die sowjetische Regierung noch am Morgen nach der Explosion nur über ein Feuer im Atomkraftwerk informiert, nicht über eine Explosion. Erst als der Zivilschutz in Prypjat am Tag gefährlich hohe Strahlungsbelastungen maß und nach Moskau meldete, berief Parteichef Michail Gorbatschow einen Krisenstab ein und entsandte Experten zum Unglücksort. Zwar war in Prypjat von einem Zwischenfall die Rede, es wurde jedoch nur die Anweisung gegeben, Iodtabletten einzunehmen und Fenster wie Türen zu schließen. Die Stadt liegt weniger als 5 km von dem Atomkraftwerk entfernt, in dem auch ein Großteil der Einwohner arbeitete. Während 30 Stunden nach der Explosion im Reaktorblock 4 mit der Evakuierung der Stadt Prypjat mit Hilfe von 1000 Bussen begonnen wurde, richteten sich die Experten dort – zunächst ohne jegliche Schutzmaßnahmen gegen die radioaktive Belastung – ein. Erst als man zwei Tage nach der Explosion erhöhte Radioaktivität an einem Atomkraftwerk in Schweden maß und Wissenschaftler herausfanden, dass die Strahlung von außerhalb kam, fragte man in Moskau nach, ob dort Ursachen bekannt seien.
Nun unternahm man die ersten Schritte, um den havarierten glühenden Reaktorblock zu kühlen und weitere sich auftuende Probleme zu vermeiden. Um die Strahlung zu mindern, warf man von Hubschraubern, die teils aus Afghanistan abgezogen worden waren, aus einer Höhe von 200 m Sand und Borsäure in den Reaktorblock. Doch zeigte dies keine Wirkung, und die Temperatur stieg. Daraufhin entschied man, Blei zu verwenden. Das Löschwasser, das sich unter dem Reaktor gesammelt hatte, drohte in Berührung mit dem geschmolzenen Corium aus Brennstäben, Graphit und Beton zu kommen, was zu einer Dampfexplosion hätte führen können.
Man entschloss sich, das Löschwasser mit Hilfe der Feuerwehr aus Prypjat abzupumpen. Zudem entschied man sich, mit der Hilfe von eilig nach Tschernobyl verlegten Bergleuten einen 150 Meter langen Zugang vom dritten unter den vierten Reaktorblock zu graben und dort eine Kammer mit einem Rauminhalt von 4500 m³ auszuheben, um eine komplexe Kühlanlage zu installieren. Letztlich wurde diese Kammer mit Beton ausgefüllt, denn man wollte vermeiden, dass die Strahlung das Grundwasser um den Reaktor, das die gesamte Ukraine versorgte, verseuchte. Als weitere Maßnahmen riss man alle kleinen Dörfer um Prypjat ab und versuchte, einen Großteil der Tiere zu töten.
Zwar ging die Evakuierung im Umkreis um das Kraftwerk weiter, bis schließlich eine 30-km-Zone geräumt wurde, die Bevölkerung in den umliegenden Gebieten wurde aber nach wie vor nicht über die Gefahr in Kenntnis gesetzt, da man eine Massenpanik vermeiden wollte. Während der Feierlichkeiten zum 1. Mai befanden sich besonders viele Menschen im Freien, ohne über die Gefahr informiert zu sein. International wurde der Vorfall aber mittlerweile bekanntgegeben. Am 5. Mai besuchte Hans Blix, Direktor der IAEA, auf Einladung von Gorbatschow Tschernobyl und besichtigte bei einem Hubschrauberflug den havarierten Reaktor. Auf einer Pressekonferenz in Moskau kündigten Blix und die sowjetischen Verantwortlichen öffentlich eine internationale Konferenz zum Tschernobyl-Vorfall in Wien an, auf der die Sowjetunion alle verfügbaren Informationen zur Verfügung stellen wollte. Am 14. Mai wandte sich Gorbatschow in einer Fernsehansprache an das Volk und stimmte die Menschen auf die Bewältigung der Folgen des Unglücks ein.
Kurz darauf wurde damit begonnen, zur Versiegelung des havarierten Reaktors und zur Säuberung des stark belasteten Umkreises des Kraftwerks eine große Zahl von Helfern nach Tschernobyl zu bringen. Die sogenannten Liquidatoren, die unter dem Oberbefehl von General Nikolai Tarakanow jeweils nur für kurze Zeit unter lebensgefährlichen Bedingungen tätig waren, hatten nun die Aufgabe, das restliche Gebiet zu dekontaminieren. Die Liquidatoren wurden zum Teil unter den aus der 30-km-Sperrzone Evakuierten rekrutiert, es waren jedoch auch unter anderem Soldaten und Reservisten im Einsatz.
Die nächste große Gegenmaßnahme bestand darin, das Dach des vierten Reaktorblocks von hoch verstrahltem Material zu reinigen. Dies war der erste Schritt, langfristigen Schutz gegen die Strahlung zu gewährleisten. Über dem havarierten Reaktor wurde ein Sarkophag aus Stahl und Beton gebaut. Dies geschah mit Hilfe von Hubschraubern und Kränen, die mit Stahl- und Bleiplatten vor der Strahlung geschützt wurden. Die Arbeiten auf dem Dach des Reaktors, wo die Strahlenbelastung am größten war, sollten zuerst von ferngesteuerten Fahrzeugen erledigt werden. Nachdem diese jedoch unter den extremen Bedingungen versagt hatten, kamen auch hier Menschen zum Einsatz. Laut offiziellen Angaben liegen 97 % der Brennstäbe begraben unter dem Sarkophag; jedoch wird diese Angabe bezweifelt, da schon bei der Explosion mehr als 3 % von deren Masse aus dem vierten Reaktorblock geschleudert wurde.
Um den radioaktiven Staub auf dem Boden zu binden, wurde um den Reaktor mit Hubschraubern eine klebrige Substanz auf Polymerbasis verteilt, der man den Namen Burda (russisch für „dünne Brühe“) gab. In den Siedlungen wurden die Dächer aller Gebäude gesäubert. Auf dem Reaktorgelände wurden 300.000 m³ kontaminierte Erde abgetragen, in Gräben geschoben und mit Beton zugedeckt. In den Folgejahren lebten etwa 300 Liquidatoren in der Sperrzone, die am Neubau und der Instandhaltung des alten Sarkophags beteiligt waren.

## Folgen
| Radio- nuklid | T1/2      | Aktivität | 2021      | Masse  |
| Radio- nuklid | T1/2      | (1015 Bq) | (1015 Bq) | (g)    |
| ------------- | --------- | --------- | --------- | ------ |
| 85Kr          | 10,8 a    | 33        | 3,5       | 2.290  |
| 133Xe         | 5,25 d    | 6.500     |           | 939    |
| 129mTe        | 33,6 d    | 240       |           | 215    |
| 132Te         | 3,2 d     | ≈ 1150    |           | 100    |
| 131I          | 8,02 d    | ≈ 1760    |           | 382    |
| 133I          | 20,8 h    | 910       |           | 21     |
| 134Cs         | 2,06 a    | ≈ 47      | 0,000 36  | 980    |
| 136Cs         | 13,2 d    | 36        |           | 13     |
| 137Cs         | 30,2 a    | ≈ 85      | ≈ 38      | 26.587 |
| 89Sr          | 50,5 d    | ≈ 115     |           | 106    |
| 90Sr          | 28,8 a    | ≈ 10      | ≈ 4       | 1.959  |
| 103Ru         | 39,3 d    | > 168     |           | 140    |
| 106Ru         | 374 d     | > 73      |           | 599    |
| 140Ba         | 12,8 d    | 240       |           | 89     |
| 95Zr          | 64,0 d    | 84        |           | 105    |
| 99Mo          | 2,74 d    | > 72      |           | 4      |
| 141Ce         | 32,5 d    | 84        |           | 79     |
| 144Ce         | 285 d     | ≈ 84      |           | 713    |
| 239Np         | 2,36 d    | 400       |           | 46     |
| 238Pu         | 87,7 a    | 0,015     | 0,011     | 23     |
| 239Pu         | 24.100 a  | 0,013     | 0,013     | 5.661  |
| 240Pu         | 6.560 a   | 0,018     | 0,018     | 2.142  |
| 241Pu         | 14,4 a    | ≈ 2,6     | ≈ 0.5     | 682    |
| 242Pu         | 375.000 a | 0,000 04  | 0,000 04  | 274    |
| 242Cm         | 163 d     | ≈ 0.4     |           | 3      |

### Kontroverse Beurteilung
Die Folgen der Reaktorkatastrophe werden nach wie vor sehr kontrovers erörtert. Ein im September 2005 veröffentlichter Report des Tschernobyl-Forums beschreibt die gesundheitlichen, ökologischen und sozioökonomischen Auswirkungen aus der Sicht der Mitglieder dieses Forums.
Das Tschernobyl-Forum ist eine Arbeitsgruppe unter dem Dach der Internationalen Atomenergie-Organisation (IAEO). Das Tschernobyl-Forum besteht aus vier Nebenorganen der Vereinten Nationen (dem Umweltprogramm der Vereinten Nationen (UNEP), dem Entwicklungsprogramm der Vereinten Nationen (UNDP), dem UN-Nothilfekoordinator (OCHA) und dem Wissenschaftlichen Komitee der Vereinten Nationen über die Wirkungen atomarer Strahlungen (UNSCEAR)), vier autonomen Organisationen, die mit der UNO durch Verträge verbunden sind (der Internationalen Atomenergie-Organisation (IAEO), der Weltbank, der Weltgesundheitsorganisation (WHO) und der Ernährungs- und Landwirtschaftsorganisation der Vereinten Nationen (FAO)) sowie aus den Regierungen von Belarus, Russland und der Ukraine.
Die Ausarbeitung des Tschernobyl-Forums wird von einigen Wissenschaftlern und Nichtregierungsorganisationen wie Greenpeace oder IPPNW kritisiert. Dem Report werden Parteilichkeit, vorsätzliche Verharmlosung der Folgen des Reaktorunglücks sowie methodische Mängel vorgeworfen. So umfasse die Studie lediglich die Folgen in Belarus, Russland und der Ukraine, obwohl ein erheblicher Teil der Strahlenbelastungen in Mittel- und Westeuropa anfiel. Außerdem habe die Studie des Tschernobyl-Forums Publikationen, die höhere Opferzahlen nahelegen, unberücksichtigt gelassen. Schließlich wird kritisiert, dass die Untersuchungen erst fünf Jahre nach dem Unglück begonnen wurden.
Mit The Other Report on Chernobyl (Kurzbezeichnung TORCH) wurde ein „Gegenreport“ zur Ausarbeitung des Tschernobyl-Forums veröffentlicht. Dieser Report wurde von den britischen Wissenschaftlern Ian Fairlie und David Sumner erarbeitet. Er sagt weitaus schwerwiegendere gesundheitsschädigende Folgen des Reaktorunglücks voraus. In Auftrag gegeben wurde die Studie von der Grünen Europaabgeordneten Rebecca Harms und unterstützt von der „Altner-Combecher-Stiftung für Ökologie und Frieden“.
Die nachfolgenden Angaben stammen im Wesentlichen aus obigen beiden Studien. Beide Studien arbeiten mit dem nuklearmedizinisch umstrittenen Linear-No-Threshold-Modell, welches davon ausgeht, dass eine geringe Strahlenbelastung über einen langen Zeitraum im Wesentlichen genau so erbgutschädigend ist wie eine hohe Strahlenbelastung über einen kurzen Zeitraum. Dabei wird ignoriert, dass lebende, gesunde Zellen über gut untersuchte DNA-Reparaturmechanismen verfügen, die eine Schädigung des Erbguts bis zu einem gewissen Grad reparieren können. So gibt es auf der Welt Wohngegenden, in denen stellenweise eine Jahresdosis von 500 mSv durch natürliche Radioaktivität erreicht wird, ohne dass dort über längere Zeiträume eine erhöhte Krebsrate festgestellt werden konnte.
Die UN-Kommission erkennt einen Zusammenhang zwischen dem Reaktorunglück und dem Anstieg von Schilddrüsenkrebs an.

### Kontaminierte Gebiete

Caesium-137-Kontamination im Jahr 1996 in Belarus, Russland und der Ukraine in kBq/m²

Der größte Teil der Freisetzungen radioaktiver Stoffe fand in den ersten zehn Tagen nach der Explosion statt. Etwa 15 Prozent der Freisetzung erfolgte direkt durch die Kritikalitätsexkursion am 26. April 1986, der restliche Teil verteilte sich in den folgenden Tagen aufgrund des Graphitbrandes. Aufgrund der hohen Temperatur des bauartbedingten Graphitbrandes gelangten gasförmige oder leicht flüchtige Stoffe (zum Beispiel Jod oder Cäsium) in Höhen von 1,5 bis 10 km. Die Wolken mit dem radioaktiven Fallout verteilten sich zunächst über weite Teile Europas und schließlich über die gesamte nördliche Halbkugel. Wechselnde Luftströmungen trieben sie zunächst nach Skandinavien, dann über Polen, Tschechien, Österreich, Süddeutschland und bis nach Norditalien. Eine dritte Wolke erreichte den Balkan, Griechenland und die Türkei. Innerhalb dieser Länder wurde der Boden je nach regionalen Regenfällen unterschiedlich hoch belastet.
Vollends für die menschliche Nutzung aufgegeben werden mussten ca. 6400 km² an landwirtschaftlicher Fläche und Waldgebieten, die nahe dem Kraftwerk liegen und dementsprechend sehr hoch belastet sind. Insgesamt wurden etwa 218.000 km² mit mehr als 37 kBq/m² Caesium-137 radioaktiv belastet. Mehr als 70 Prozent dieser Gebiete liegen in Russland, der Ukraine und Belarus. Während hier die stärksten Konzentrationen an flüchtigen Nukliden und Brennstoffpartikeln entstanden, wurde mehr als die Hälfte der Gesamtmenge der flüchtigen Bestandteile und heißen Partikel außerhalb dieser Länder abgelagert. Finnland, Schweden, Norwegen, Bulgarien, Rumänien, Polen, Deutschland, Österreich und Jugoslawien erhielten jeweils mehr als 1015 Bq an Caesium-137. Zu den weniger betroffenen Staaten Europas gehörten Belgien, Niederlande, Luxemburg, Frankreich, Großbritannien, Irland, Spanien und Portugal. Einige Regionen in Großbritannien und Skandinavien sowie im Alpenraum sind teilweise hohen Cäsium-Kontaminationen ausgesetzt; die Belastung nimmt im Laufe der Jahre nur langsam ab, weil die Halbwertszeiten einiger radioaktiver Isotope des Fallout mehrere Jahrzehnte betragen. In einigen Ländern gelten weiterhin Einschränkungen bei Produktion, Transport und Verzehr von Lebensmitteln, die immer noch durch den radioaktiven Niederschlag von Tschernobyl belastet sind. Insgesamt wurden in Europa etwa 3.900.000 km², das heißt 40 Prozent der Gesamtfläche, mit mindestens 4 kBq/m² 137Cs kontaminiert. Außerhalb Europas waren vor allem Vorderasien und Nordafrika betroffen.
Österreich gehörte zu den am stärksten betroffenen Ländern. Es kam zu einer durchschnittlichen 137Cs-Kontamination von 18,7 kBq/m². Die Maximalwerte erreichten in einigen Gegenden fast 200 kBq/m². Höhere Werte wurden nur in Belarus, Russland und der Ukraine sowie einigen Gebieten Skandinaviens gemessen.
In den am stärksten belasteten Gebieten Deutschlands, im Südosten von Bayern, lagen die Bodenkontaminationen bei bis zu 74 kBq/m² 137Cs.
Die durch das Reaktorunglück in Tschernobyl verursachte mittlere effektive Dosis eines Erwachsenen ging in Deutschland von 0,11 mSv im Jahr 1986 auf weniger als 0,012 mSv im Jahre 2009 zurück. Zum Vergleich: Sie lag damit im Bereich der durch die in der Atmosphäre durchgeführten Kernwaffenversuche verursachten Belastung, die mit weniger als 0,01 mSv angegeben wird. Die mittlere effektive Dosis durch natürliche Strahlenexposition liegt im Mittel bei 2,1 mSv pro Jahr, die durch röntgendiagnostische und nuklearmedizinische Untersuchungen verursachte künstliche Strahlenexposition bei etwa 1,8 mSv pro Jahr.
Die in den Jahren 2004 bis 2009 vom vTI-Institut für Fischereiökologie durchgeführten Messungen der Radioaktivität in Speisefischen von Nord- und Ostsee zeigen, dass die radioaktive Belastung der Fische mit 137Cs in der Ostsee auf Grund der Katastrophe von Tschernobyl um eine Größenordnung über der Belastung von Fischen aus der Nordsee lag. Die radioaktive Belastung lag allerdings deutlich unterhalb der gesetzlichen Grenzwerte.
Am 5. April 2020 teilte der ukrainische Umweltinspektionsdienst mit, dass durch einen Waldbrand auf einer Fläche von rund 1 km² in der Sperrzone um das Kernkraftwerk Radioaktivität freigesetzt wurde. Als Ursache für den Waldbrand wird vermutet, dass Anwohner am 4. April 2020 den Brand durch das illegale Verbrennen von Müll ausgelöst haben. Zwei Wochen nach Ausbruch waren nach Auswertungen von Satellitenbildern schätzungsweise 115 km² abgebrannt. Darüber hinaus kam es aufgrund der Feuer zu anhaltendem und dichtem Smog in Kiew. Durch die Feuer wurden in der benachbarten Oblast Schytomyr 38 Wohnhäuser zerstört, nachdem die Brände auf Dörfer übergegriffen hatten. Die Brände wurden von mehr als 700 Feuerwehrleuten bekämpft, die auch Hubschrauber einsetzten. Zur Unterstützung und Eindämmung bzw. Löschung der Brände stellte die Bundesrepublik Deutschland 80 Dosimeter zur Radioaktivitätsmessung sowie ein Tanklöschfahrzeug zur Verfügung.

### Exponierte Personengruppen

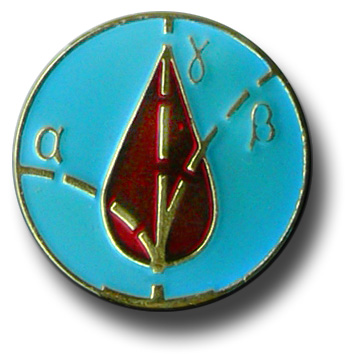
Herz der Medaille der Liquidatoren

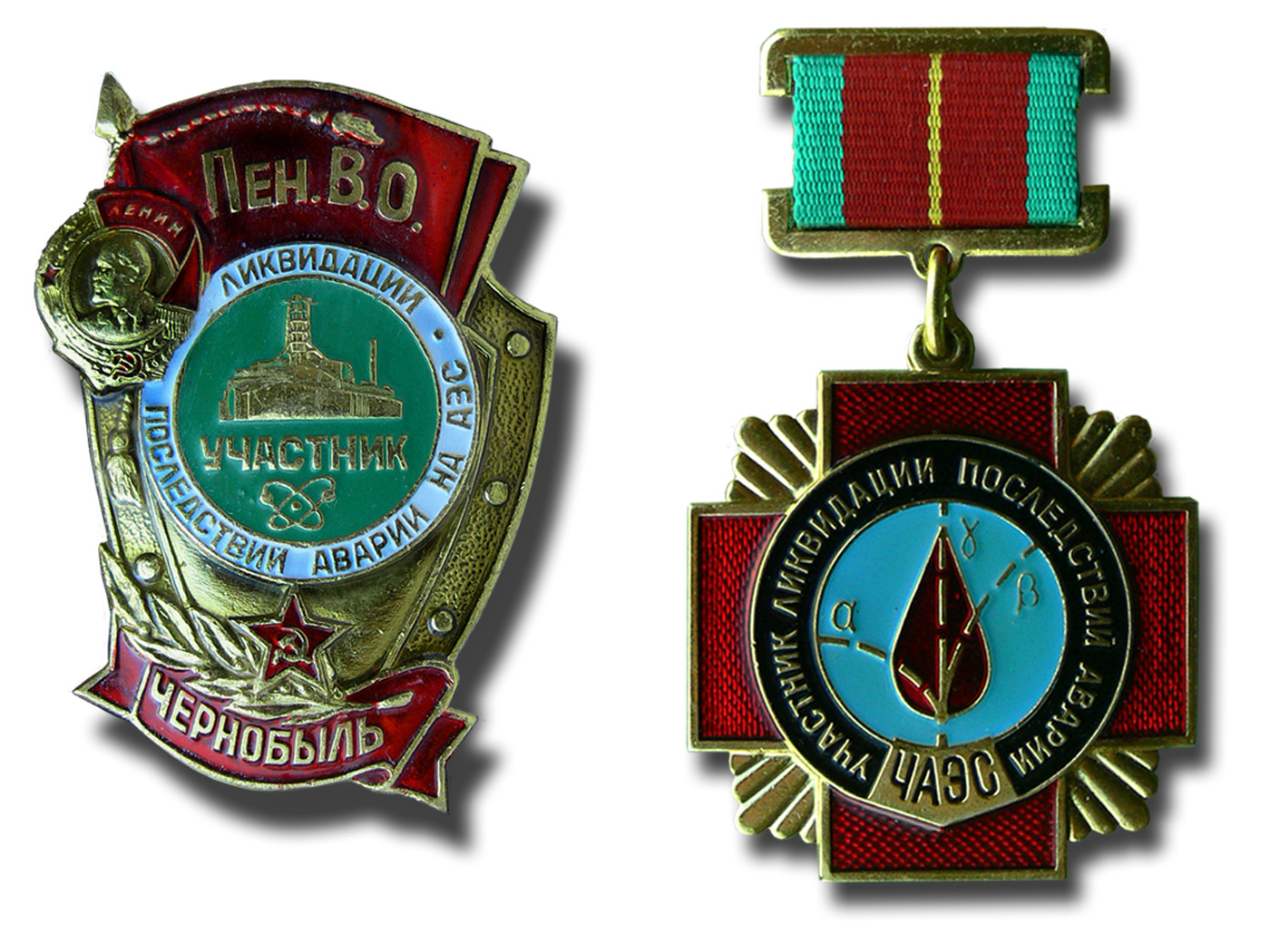
Weitere Medaillen von Tschernobyl

Unmittelbar nach dem Unglück und bis Ende 1987 wurden etwa 200.000 Aufräumarbeiter („Liquidatoren“) eingesetzt. Davon erhielten ca. 1000 innerhalb des ersten Tages nach dem Unglück Strahlendosen im Bereich von 2 bis 20 Gray (Gy). Die später eingesetzten Liquidatoren erhielten demgegenüber wesentlich geringere Strahlendosen bis zu maximal etwa 0,5 Gy bei einem Mittelwert von etwa 0,1 Gy. Die Zahl der Liquidatoren erhöhte sich nach Angaben der WHO in den folgenden Jahren auf 600.000 bis 800.000. Die Zahl ist nicht exakt bezifferbar, da nur 400.000 Liquidatoren registriert wurden und auch deren Daten unvollständig sind. Die Liquidatoren wurden später für ihre Arbeit mit einer Medaille gewürdigt.
Im Frühjahr und Sommer 1986 wurden etwa 116.000 Personen aus der 30-Kilometer-Zone rund um den Reaktor evakuiert. Später wurden zirka 240.000 weitere Personen umgesiedelt. Für die ukrainischen Evakuierten wurde ein mittlerer Dosiswert von 17 mSv (Schwankungsbereich 0,1 bis 380 mSv) errechnet, für die weißrussischen Evakuierten ein Mittelwert von 31 mSv (mit einem maximalen Durchschnittswert in zwei Ortschaften von 300 mSv).
In den ersten Tagen nach dem Unfall führte die Aufnahme von radioaktivem Iod mit der Nahrung zu stark schwankenden Schilddrüsendosen in der allgemeinen Bevölkerung von im Mittel etwa 0,03 bis 0,3 Gy mit Spitzenwerten bis zu etwa 50 Gy. Eine Ausnahme davon bildeten die wenigen Einwohner von Prypjat, die durch die rechtzeitige Ausgabe von Tabletten mit stabilem Jod (Iodblockade) wesentlich geringere Schilddrüsendosen erhielten.
Die nicht evakuierte Bevölkerung erhielt während der mehr als 20 Jahre seit dem Unfall sowohl durch externe Bestrahlung als auch durch Aufnahme mit der Nahrung als interne Strahlenexposition effektive Gesamtdosen von im Mittel etwa 10 bis 20 mSv bei Spitzenwerten von einigen 100 mSv. Die fünf Millionen Betroffenen in kontaminierten Gebieten erhalten generell Tschernobyl-bedingte Dosen von unter 1 mSv/Jahr, doch rund 100.000 erhalten immer noch mehr als 1 mSv pro Jahr.

### Gesundheitliche Folgen
Laut WHO und IAEA (2008) starben an den Folgen akuter Strahlenkrankheit knapp 50 Menschen. In den drei am stärksten betroffenen Ländern sei aufgrund der erhöhten Strahlenexposition mit etwa 9000 zusätzlichen tödlichen Krebs- und Leukämieerkrankungen zu rechnen. Für Gesamteuropa schätzte Elisabeth Cardis 2006 ab, dass bis 2065 mit etwa 16.000 zusätzlichen Schilddrüsenkrebserkrankungen und 25.000 sonstigen zusätzlichen Krebserkrankungen zu rechnen sei.
Die am besten dokumentierte Gesundheitsfolge ist ein signifikanter Anstieg der Schilddrüsenkrebserkrankungen um etwa 1800 Fälle nach dem Unfall. Laut UNSCEAR ist dies der größte Anstieg von Erkrankungen an einer einzelnen Krebsart, der durch ein einzelnes Ereignis ausgelöst wurde. Die zweite umfassend untersuchte Erkrankung ist Leukämie, insbesondere unter Kindern und Aufräumarbeitern. Manche Studien fanden eine erhöhte Rate, andere nicht. Viele Wissenschaftler sind der Ansicht, dass es noch zu früh sei, definitive Schlussfolgerungen zur Zahl der Leukämiefälle zu ziehen.
Bezüglich der Zahl der Todesfälle gibt es eine bis heute andauernde erbitterte Debatte. Dies ist zum Teil auf die methodischen Schwierigkeiten zurückzuführen, niedrige Strahlendosen mit statistischen Krankheitseffekten in Verbindung zu bringen. Zudem wird der unfallbedingte Anstieg der Krebsfälle von einer viel größeren Zahl von Krebsfällen überlagert, die auch ohne den Unfall aufgetreten wären. Nicht zuletzt spielen politische Motivationen bei diesen Schätzungen eine Rolle. In Publikationen von atomenergiekritischen Verbänden und Umweltorganisationen finden sich hundertfach höhere Zahlen von Erkrankungen und Todesfällen als in den Massenmedien.
Angesichts der anhaltenden Kontroverse riefen IAEA und andere internationale Organisationen das Tschernobyl-Forum zusammen, um einen autoritativen Konsens zu formulieren. Im September 2005 kam das Forum zu dem Schluss, dass die Gesamtzahl der auf den Unfall zurückzuführenden Todesopfer bei etwa 4000 liege. Die Rezeption dieses Reports war jedoch keineswegs einheitlich zustimmend. Das Hauptproblem war, dass sich der Bericht auf die am schwersten betroffenen Gebiete von Belarus, der Ukraine und Russlands beschränkte und damit die größere Gesamtbevölkerung dieser sowie weiterer Länder ignorierte.
Neben Krebs sind wohl die sozialen und psychischen Traumata die größten Probleme für die Bevölkerung in den Gebieten um Tschernobyl. Einige Wissenschaftler halten diese psychischen Folgen für das größte Gesundheitsproblem infolge des Unfalls. Die belarussische Autorin und Nobelpreisträgerin Swetlana Alexijewitsch thematisiert in ihrem Werk diesen Aspekt der Katastrophe.

#### Strahlenkrankheit
Bei 134 Personen, insbesondere bei Kraftwerksbeschäftigten und Feuerwehrleuten, wurde unmittelbar nach dem Ereignis eine Strahlenkrankheit diagnostiziert. 28 von ihnen starben im Jahr 1986 infolge der Strahlenkrankheit, die meisten in den ersten Monaten nach dem Reaktorunfall. In den Jahren 1987 bis 2004 starben 19 weitere von der Strahlenkrankheit betroffene Helfer, einige davon möglicherweise an den Langzeitfolgen der Strahlenkrankheit.

#### Schilddrüsenkrebs
Schilddrüsenkrebs ist eine seltene Krebserkrankung des Hormonsystems mit einer weltweiten Prävalenz von 4,7/100.000 bei Frauen und 1,5/100.000 bei Männern. In den meisten Regionen der Erde wurde in den vergangenen 30 Jahren ein deutlicher Anstieg der Zahl der Erkrankungen beobachtet. Die Ursachen hierfür sind noch nicht geklärt. Die Schilddrüse ist ein Organ, das für die Produktion von Schilddrüsenhormonen Iod benötigt und dieses daher aktiv aufnimmt und speichert. Zudem ist es ein kleines Organ, sodass auch geringe Mengen radioaktiven Iods eine hohe lokale Strahlendosis auslösen können.
Eine große Menge von radioaktivem Iod wurde durch den Unfall freigesetzt. Dennoch war die Schilddrüsen-Strahlendosis, welche die allgemeine Bevölkerung erlitt, relativ gering; bei kleinen Kindern etwa 2 Gy in der Nähe der Anlage und 2,2 Gy in den am stärksten kontaminierten Gebieten (Gomel in Belarus).
Die Zunahme von Schilddrüsenkrebs wurde erstmals schon wenige Jahre nach der Katastrophe beobachtet, am deutlichsten bei Personen, die zum Zeitpunkt des Unglücks unter fünf Jahre alt waren. Bei Kindern, die nach dem 1. Dezember 1987 geboren wurden – also, nachdem das radioaktive Iod praktisch vollständig zerfallen war – lässt sich keine Zunahme beobachten.
Der differenzierte Schilddrüsenkrebs als mit Abstand häufigster Typ hat allerdings bei rechtzeitiger medizinischer Behandlung eine der besten Prognosen unter den Krebserkrankungen. Durch zielgerichtete Strahlentherapie mit radioaktivem Iod ist er gut therapierbar und vielfach heilbar. Auch ein eventuell auftretendes Rezidiv ist normalerweise nicht resistent gegen eine erneute Therapie mit radioaktivem Iod und lässt sich meist zurückdrängen. In Russland, Belarus und der Ukraine wurden etwa 6000 Fälle diagnostiziert. Obwohl etwa 30 % der Patienten ein Rezidiv erleiden, werden voraussichtlich nur ein Prozent an der Erkrankung sterben. Von den 6000 Fällen verstarben (bis 2011) 15. Schilddrüsenkrebs bleibt also, trotz der sehr dramatischen Zunahmen von mehreren hundert Prozent in den betroffenen Gebieten, immer noch eine verhältnismäßig seltene Krebserkrankung mit sehr wenigen Todesfällen.
Umstritten ist, ob ein erhöhtes Schilddrüsenkrebsrisiko für Menschen besteht, die zum Zeitpunkt der höchsten Belastung durch radioaktives Jod bereits erwachsen waren.

#### Leukämie
Die Zunahme von Leukämie in den signifikant kontaminierten Gebieten um Tschernobyl wird kontrovers diskutiert.
Eine zehn Jahre andauernde Untersuchung an Kindern, die 1986 in der Ukraine geboren wurden, ergab eine signifikante Erhöhung aller Leukämiearten:
„Die Risikorate für die Akute lymphatische Leukämie ist für Jungen dramatisch erhöht und in nicht ganz so starker Ausprägung für Mädchen. Für beide Geschlechter kombiniert ist das relative Risiko für die Akute Lymphatische Leukämie in belasteten Bezirken mehr als dreifach höher als in unbelasteten (relatives Risiko RR = 3,4).“ (Zitat IPPNW-Bericht: Gesundheitliche Folgen von Tschernobyl, 2006, S. 50 ff.) Der 2011 erstellte, überarbeitete Bericht kommt zu ähnlichen Ergebnissen. Es werden zahlreiche medizinische Studien angeführt, die eine Zunahme der Leukämie bei der betroffenen Bevölkerung beweisen, unter anderem auch in anderen europäischen Ländern: „In Griechenland erkrankten Kinder, die zum Zeitpunkt der Reaktorkatastrophe von Tschernobyl im Leib ihrer Mutter heranwuchsen, 2,6 mal so häufig an Leukämie wie Kinder, die vor oder längere Zeit nach der Katastrophe geboren wurden.“ (Zitat IPPNW-Bericht: Gesundheitliche Folgen von Tschernobyl, 2011, S. 76)
Eine 1993 erschienene Publikation in dem renommierten Wissenschaftsjournal Nature kam zu dem Schluss, dass es keine Häufung von Leukämiefällen in und um Tschernobyl gab. Allerdings wurde die Möglichkeit genannt, dass eine Häufung auch noch zu späteren Zeitpunkten auftreten könnte.
Eine Metastudie von 2007, veröffentlicht im Fachjournal Health Physics (mit Peer Review), kam zu dem Ergebnis, dass es keinen statistisch signifikanten Anstieg von Leukämie-Fällen gab.

#### Weitere Krebserkrankungen
Der Anstieg der Inzidenz zahlreicher anderer Krebsarten in Europa aufgrund Tschernobyl wurde durch verschiedene Studien wissenschaftlich untersucht. Die Zunahme von Brustkrebs in Belarus wird durch eine Arbeit von Pukkala et al. im International Journal of Cancer vom 27. Februar 2006 belegt. In der Ukraine verkürzte sich die Lebenszeit nach einer Diagnose von Magen- und Lungenkrebs deutlich. Auch Tumoren im Zentralnervensystem und Hirntumoren bei Kleinkindern in der Ukraine nahmen zu. Neben der Chronisch Lymphatischen Leukämie und dem Multiplen Myelom stehen vor allem die Lymphdrüsenkrebs-Arten wie das Non-Hodgkin-Lymphom und das Hodgkin-Lymphom im Fokus. Die vorliegenden Studien untersuchten zwar nur die aufgetretenen Fälle in den jeweiligen Ländern oder Gebieten. Sie geben aber Aufschluss darüber, für welche Krebserkrankungen in den anderen betroffenen Ländern ein erhöhtes Risiko besteht.

#### Genetische und teratogene Schäden
Die deutsche Sektion der Internationalen Ärzte für die Verhütung des Atomkrieges (IPPNW) schrieb dazu 2006: „Insgesamt müssen wir mit 18.000 bis 122.000 genetisch geschädigten Menschen in Europa infolge der Tschernobylkatastrophe rechnen.“ Schon eine Woche nach Tschernobyl wurden bei Deutschen, die aus der Ukraine zurückkehrten, vermehrt Chromosomenschäden festgestellt, es ist allerdings ungeklärt, ob diese mit einer erhöhten Strahlenbelastung in Verbindung stehen. Von 1985 bis 1994 wurden fünf bis zwölf Wochen alte Föten in Weißrussland auf Fehlbildungen untersucht. In diesem Zeitraum gab es eine erhöhte Anzahl an Missbildungen. Anfang 1987 wurde eine Häufung der Trisomie 21 bei Babys in Weißrussland festgestellt. Teratogene Schäden aufgrund von Tschernobyl wurden in zahlreichen Ländern Europas nachgewiesen. In Westdeutschland und der DDR trat zum Beispiel bei Neugeborenen um etwa 10 % häufiger als vor dem Unglück die Lippen-Kiefer-Gaumenspalte auf. In der Türkei wurde eine Zunahme der Anenzephalie und der Spina bifida um etwa das Dreifache (20 statt 6 von Tausend Neugeborenen) beobachtet und Tschernobyl als Erklärung nahegelegt. Beides sind sehr schwerwiegende Fehlbildungen, die in der Embryonalentwicklung entstehen.
Eine Studie von Michail Malko 2014 ergab eine Steigerung des Risikos für angeborene Missbildungen von 0,58 auf 0,70 % im stark kontaminierten Bereich und von 0,58 auf 0,60 % im schwach kontaminierten Bereich um den Reaktor vor und nach dem Unglück. In ähnlichen Größenordnungen bewegte sich der Anstieg des Krebsrisiko für alle Krebsformen außer Schilddrüsenkrebs. Hier stieg, wie oben beschrieben, das Risiko teilweise um das bis zu Hundertfache an. Das Risiko einer Leukämie-Erkrankung stieg von 0,0028 % auf 0,0032 % und sank sechs Jahre nach dem Unglück wieder auf 0,0029 %
Eine Studie aus dem American Journal of Obstetrics & Gynecology kam 1992 zu dem Ergebnis, dass es zu keiner nennenswerten Zunahme von Geburtsfehlern nach dem Reaktorunglück kam.
„Das Tschernobyl-Forum sieht nach Auswertung der vorliegenden epidemiologischen Studien weder einen Beweis noch einen Hinweis auf verringerte Fruchtbarkeit bei Männern und Frauen, auf die Zahl der Totgeburten, auf andere negative Geburtsfolgen, auf Komplikationen bei der Geburt und auf die allgemeine Intelligenz und Gesundheit der Kinder, die eine direkte Folge ionisierender Strahlung sein könnten. Die gesunkenen Geburtenraten in den kontaminierten Gebieten könnten auf die Ängste der Bevölkerung und auf den Wegzug vieler jüngerer Menschen zurückzuführen sein. Ein mäßiger, aber beständiger Anstieg von berichteten angeborenen Fehlbildungen in kontaminierten und nichtkontaminierten Gebieten Weißrusslands scheine auf eine vollständigere Erfassung und nicht auf Strahlung zurückzugehen.“
Autoren, die ökologische Dosis-Wirkungs-Beziehungen für Totgeburten, Fehlbildungen sowie für das Geschlechtsverhältnis bei der Geburt – unter anderem in unterschiedlich hoch belasteten bayerischen Landkreisen – vermuten, wird entgegengehalten, dass vor dem Hintergrund der vergleichsweise geringen Strahlendosiserhöhungen in Deutschland, die sich innerhalb der Schwankungsbreite der natürlichen Strahlenexposition bewegten, nicht zu verstehen sei, dass solche massiven Effekte nachweisbar sein sollten. Diese Skepsis werde unterstützt durch zahlreiche negative epidemiologische Befunde in Deutschland und anderen europäischen Ländern mit zum Teil deutlich höheren Strahlendosen. Zudem sind bisher keine biologischen Mechanismen gefunden worden, die einen solchen ursächlichen Zusammenhang in dem beschriebenen Ausmaß plausibel machen könnten.
Einige Forscher nehmen einen Zuwachs von genetischen Mutationen bei Kindern von vom Unfall betroffenen Eltern an und beobachteten diesen nach der Nuklearkatastrophe von Tschernobyl. Es liegen jedoch keine vergleichbaren Nachweise für Erbschäden bei den Kindern von Überlebenden der Atombombenabwürfe von Hiroshima und Nagasaki vor. Es mangele, so der Forscher Dillwyn Williams, unter anderem durch die fragmentarisch angelegten Studien bisher an gesicherten Erkenntnissen über die Schäden.

#### Autoimmunerkrankungen der Schilddrüse
In der Region um Tschernobyl gibt es zudem eine hohe Prävalenz von Autoimmunthyreoiditis, die auf ernährungsbedingten Jodmangel und kurzlebige Iodisotope zurückzuführen ist. Bei Kindern, die unmittelbar vor dem Reaktorunglück geboren wurden, ist der Effekt am stärksten. Sie zeigen schon früh Antikörper gegen die Schilddrüse, noch bevor diese durch das eigene Immunsystem geschädigt wird. Da davon auszugehen ist, dass die Risikogruppe später an einer Autoimmunerkrankung der Schilddrüse erkrankt, sollte neben einer Krebsvorsorge auch auf diese Gefahr geachtet werden.

#### Psychische Gesundheit und psychosoziale Auswirkungen

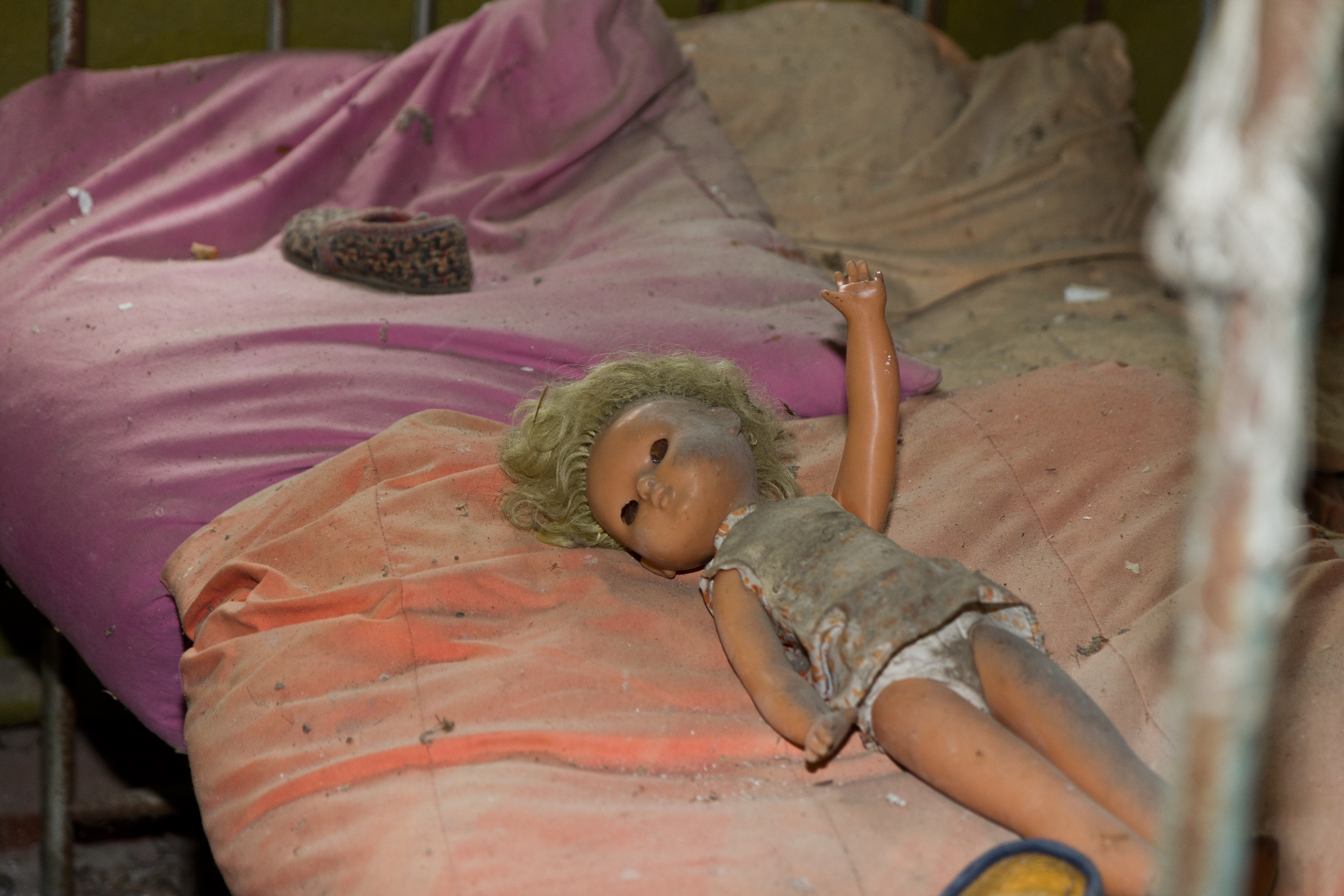
Szene aus dem aufgrund der Nuklearkatastrophe von Tschernobyl 1986 verlassenen Dorf Kopatschi innerhalb der „Verbotenen Zone“

Eine erhebliche Belastung für die Gesundheit durch die Katastrophe von Tschernobyl liegt, wie auch der britische Kernphysiker Peter E. Hodgson 1999 herausstellte, in direkt oder indirekt von ihr verursachten mentalen und psychosozialen Folgen. Als psychische Folgen des Unglücks werden unter anderem Angst vor möglichen Folgen der Strahlung, das Drängen in eine Opferrolle, die zu einem Gefühl sozialer Ausgrenzung führt, sowie Stress in Zusammenhang mit Evakuierung und Umsiedlung genannt. Epidemiologen verweisen darauf, dass die Katastrophe durch die sozialen Auswirkungen dadurch auch Einfluss auf die breite Bevölkerung gehabt hat. Angst und Hoffnungslosigkeit können zu Krankheitserscheinungen und zu gesundheitsschädigendem Lebenswandel (Ernährung, Alkohol, Tabak) führen, Faktoren, die die Gesundheitsschäden deutlich erhöhen.
Stress, Depressionen, Furcht und medizinisch nicht erklärte physische Symptome waren zwei- bis viermal höher bei vom Unfall betroffenen Bevölkerungsteilen als bei Kontrollgruppen, wenngleich keine erhöhte Rate von diagnostizierten psychischen Störungen festzustellen war. Symptome fanden sich bis elf Jahre nach dem Unfall. Die Schwere der Störungen steht in einem signifikanten Zusammenhang mit der individuellen Risikowahrnehmung und der Diagnose eines Gesundheitsproblems infolge des Unfalls. Allgemein waren die psychischen Folgen konsistent mit denen der Atombombenabwürfe auf Hiroshima und Nagasaki, dem Reaktorunfall im Kernkraftwerk Three Mile Island oder der Katastrophe von Bhopal. Die Weltgesundheitsorganisation sowie israelische und amerikanische Forscher fanden keine Schäden der Hirnentwicklung von Ungeborenen und Kleinkindern durch Strahlenbelastung. Ukrainische Berichte, die kognitive Schäden bei Liquidatoren infolge der Strahlenbelastung suggerierten, wurden nicht unabhängig bestätigt. Eine Studie fand einen signifikanten Anstieg von Selbstmorden bei Liquidatoren, was für eine bedeutende emotionale Belastung spricht. Wissenschaftler empfehlen angesichts der Persistenz der psychischen Folgen in der Bevölkerung Aufklärungsprogramme und psychosoziale Interventionen.

### Wirtschaft

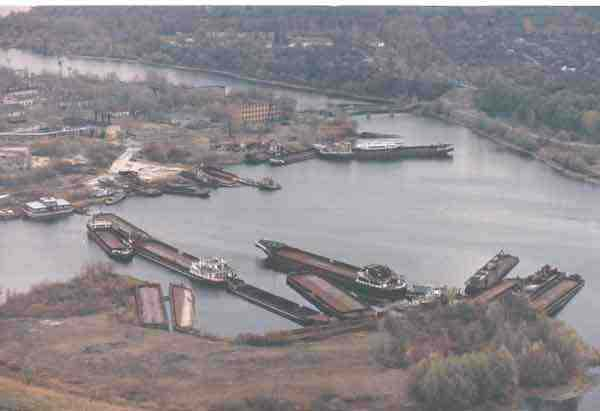
Verlassene Schiffe auf dem Prypjat

Die Katastrophe von Tschernobyl verursacht immense Kosten und schadet der Wirtschaft in der Region. Wegen des ökonomischen Umbruchs aufgrund des Zusammenbruchs der UdSSR sind die wirtschaftlichen Auswirkungen des Unglücks aber nicht genau zu beziffern. In einem Brief vom 6. Juli 1990 an den Generalsekretär der Vereinten Nationen Javier Pérez de Cuéllar schätzte das sowjetische Finanzministerium die direkten wirtschaftlichen Verluste und die Ausgaben infolge der Katastrophe für den Zeitraum von 1986 bis 1989 auf etwa 9,2 Milliarden Rubel. Das entsprach etwa 12,6 Milliarden US-Dollar. In der Ukraine entfallen 20 Jahre nach dem Unfall jährlich 5 bis 7 % des Staatsbudgets darauf. 1991 waren es noch 22,3 %, die bis 2002 auf 6,1 % sanken.
Besonders betroffene Zweige der lokalen Wirtschaft sind Land- und Forstwirtschaft. So können aufgrund der Strahlenbelastung knapp 800.000 Hektar Land und 700.000 Hektar Wald nicht mehr wirtschaftlich genutzt werden. Die Landwirtschaft der Region leidet aber auch unter dem „Stigma Tschernobyl“, das zu sehr geringer Nachfrage nach Produkten aus der Region führt. Aufgrund dieser Tatsache werden kaum private Investitionen im Agrarbereich der Region getätigt.

### Politik der Sowjetunion
Die Führung der KPdSU setzte von Anfang an auf eine strikte Informationskontrolle, um die Schwere des Unglücks und seine Auswirkungen zu verschleiern. Die Umweltprobleme wurden heruntergespielt, und die Veröffentlichung von Informationen erforderte die vorherige Zustimmung des Zentralkomitees der KPdSU. Michail Gorbatschow erkannte, dass diese Geheimhaltung mit der von ihm eingeleiteten Politik einer größeren Transparenz und Offenheit der Staatsführung gegenüber der Bevölkerung unvereinbar war, und erklärte bei einer Politbürositzung am 3. Juli, dass die Wahrheit dem eigenen Volk und der Welt offengelegt werden müsse. Für Gorbatschow war die Tragödie ein Anstoß für sein Glasnost-Programm, das bereits seit 1985 entwickelt wurde. Basierend auf seinen Eindrücken verkündete er ein Jahr nach dem Unglück auf dem Treffen des Zentralkomitees der KPdSU am 27. Januar 1987 den Beginn der „Ära der Glasnost“. S. 193 f.
Die Katastrophe verstärkte außerdem Gorbatschows Abrüstungsbemühungen. Er argumentierte, dass „100 Tschernobyls“ in einer einzigen SS-18-Rakete enthalten seien, und betonte die Dringlichkeit der nuklearen Abrüstung. Hans Blix, Generaldirektor der IAEA von 1981 bis 1997, erklärte in einem Dokumentarfilm: „Herr Gorbatschow hat zu Recht gesagt, dass der Tschernobyl-Unfall gezeigt hat, was passiert, wenn die Kernenergie außer Kontrolle gerät. Es war eine sehr dramatische Demonstration für alle Menschen, dass wir die Kernwaffen loswerden müssen.“. S. 195 Gorbatschow selbst schrieb 2012 in seiner Autobiographie Najedine s soboi, sein Leben könne in zwei Phasen unterteilt werden: vor und nach Tschernobyl.

### Verantwortliches Personal
Umstritten ist auch, welchen Anteil die Fehlentscheidungen des Kraftwerkpersonals am Zustandekommen des Unglücks hatten. Dass Betriebsvorschriften verletzt wurden, ist eine Tatsache. In welchem Umfang sie dem Personal bekannt waren, ist fraglich. Unerfahrenheit und unzureichende Kenntnisse, insbesondere in Zusammenhang mit der Leistungsanhebung des (mit Xenon vergifteten) Reaktors, werden angeführt. Da beim Versuch ein neuartiger Spannungsregler getestet werden sollte, bildeten Elektrotechniker einen Großteil des anwesenden Personals. Auch war zum Zeitpunkt des Versuchs ein anderes Schichtpersonal als ursprünglich geplant anwesend.
Kraftwerksdirektor Wiktor Brjuchanow und fünf leitende Mitarbeiter wurden 1987 zu langjährigen Gefängnisstrafen verurteilt. Da der Prozess innerhalb der Sperrzone um Tschernobyl stattfand, waren nur die Beteiligten vor Gericht anwesend. Der Ingenieur Nikolai Antonowitsch Dolleschal, der als Leiter des nach ihm benannten Forschungs- und Konstruktionsinstituts für Energotechnik (NIKITE) als hauptverantwortlich für die Entwicklung des Reaktortyps RBMK galt, war bereits 87 Jahre alt und ging erst nach der Reaktorkatastrophe in den Ruhestand. Der Zusammenhang zwischen diesem Schritt und dem Super-GAU  von Tschernobyl wurde jedoch niemals offiziell bestätigt.
2020 veröffentlichten der Sicherheitsdienst der Ukraine und das Ukrainische Institut für Nationale Erinnerung bisher geheime Dokumente und Protokolle von Dienstgesprächen zur Nuklearkatastrophe.

## Reaktionen in anderen europäischen Ländern

### Bundesrepublik Deutschland

#### Politische Diskussion zur Kernenergie
In Süddeutschland beherrschten monatelang Diskussionen über das Ausmaß der radioaktiven Belastung von Lebensmitteln und anderer möglicher Kontaminationen sowie der adäquate Umgang damit die Öffentlichkeit. Dabei wurde die gesellschaftliche Auseinandersetzung zum einen von Sachdiskussionen geprägt, zum anderen rückte verstärkt die grundsätzliche Einstellung zur Kernenergie in den Fokus der Diskussion, zumal zeitgleich die Kontroverse um die Wiederaufarbeitungsanlage Wackersdorf geführt wurde. Es wurden Empfehlungen zum Unterpflügen von Feldfrüchten oder zum Sperren von Kinderspielplätzen gegeben, wobei es aus heutiger Sicht strittig ist, inwieweit diese angemessen und notwendig waren.
In der Folge des Reaktorunglücks bröckelte der ohnehin schon durch die Anti-Atomkraft-Bewegung in Frage gestellte Konsens über die Verwendung der Kernenergie. Große Teile der Bevölkerung waren nun für einen Ausstieg aus der Atomenergie. In der Politik wurde diese Forderung nun auch von der SPD übernommen, unter anderem durch Erhard Eppler und den SPD-Kanzlerkandidaten Johannes Rau, der einen schrittweisen Ausstieg befürwortete. Bundeskanzler Helmut Kohl (CDU) sprach sich auch im Namen seiner Fraktion im Bundestag in der Zukunft für eine Senkung des Anteils der Kernenergie an der Energieversorgung (1985: rund 31 %) aus, für einen baldigen Ausstieg komme dies aber nicht in Frage, da dieser weder notwendig noch machbar sei. Ministerpräsident Lothar Späth (CDU) nannte die Kernenergie eine Übergangsenergie, und nach Tschernobyl gelte es konsequent über eine Energiepolitik nachzudenken, die langfristig der Kernenergie nicht bedürfe. Die FDP bezeichnete die Kernenergie auf ihrem Bundesparteitag 1986 in Hannover ebenfalls als eine Übergangsenergie, auf deren Verzicht als Bestandteil der Energieversorgung hingearbeitet werden müsse.
Nach Tschernobyl fühlten sich 58 Prozent der westdeutschen Bevölkerung persönlich stark bedroht. Unter dem Eindruck des Unfalls verdoppelte sich der Anteil der vehementen Kernkraftgegner in Deutschland von 13 auf 27 Prozent. Ereignisse, wie dass es nur neun Tage nach Tschernobyl im Kernkraftwerk THTR-300 zu einem meldepflichtigen Störfall mit Radioaktivitätsaustritt kam, der von Betreiber-Seite zunächst geleugnet, später aber eingestanden wurde, trugen zu diesem Ansehensverlust der Kernkraft mit bei.
Wenige Wochen nach dem Unglück wurde in der Bundesrepublik Deutschland das Bundesministerium für Umwelt, Naturschutz und Reaktorsicherheit gegründet. Die Gründung dieses Ministeriums war vor allem eine Reaktion auf den als unzureichend koordiniert empfundenen Umgang der Politik mit der Katastrophe von Tschernobyl und ihren Folgen. Am 11. Dezember 1986 verabschiedete der Deutsche Bundestag das Strahlenschutzvorsorgegesetz (StrVG), zum Schutz der Bevölkerung, die Radioaktivität in der Umwelt zu überwachen und die Strahlenexposition der Menschen und die radioaktive Kontamination der Umwelt im Falle radioaktiver Unfälle oder Zwischenfälle so gering wie möglich zu halten.
Zu einem grundlegenden Wandel in der Atompolitik führte die Katastrophe von Tschernobyl jedoch nicht. Man führte den Ausbau der Kernenergie gegen alle Widerstände fort und ließ bis 1989 noch sechs bereits im Bau befindliche bzw. weitgehend fertiggestellte Kernkraftwerke in Betrieb nehmen: Brokdorf, Hamm-Uentrop, Mülheim-Kärlich, Isar 2, Emsland, Neckarwestheim. Nur der Schnelle Brüter von Kalkar und die Wiederaufarbeitungsanlage Wackersdorf ließen sich aufgrund massiver Proteste nicht mehr durchsetzen.

#### Sicherheitsüberprüfungen an deutschen Kernkraftwerken
Die deutschen Kernkraftwerke wurden vor dem Tschernobyl-Hintergrund einer Sicherheitsüberprüfung unterzogen. 1987 fiel kurz nach Vorliegen von ersten Untersuchungsergebnissen die Entscheidung, den graphitmoderierten Kugelhaufenreaktor AVR (Jülich) 1988 endgültig stillzulegen, was (obwohl es offiziell nie bestätigt wurde) als Konsequenz aus einem nicht hinreichenden Schutz dieses Reaktors gegen Graphitbrände wie in Tschernobyl angesehen werden kann.

#### Bodenbelastungen und Auswirkungen bei Frischmilch und Gemüse
In der Bundesrepublik Deutschland wurden nach Bekanntwerden des Reaktorunglücks die Landwirte durch die Strahlenschutzkommission des Bundes aufgefordert, den eigentlich für Anfang Mai 1986 anstehenden Umstieg von der Winterfütterung der Milchkühe auf Sommerfütterung (und Weide) noch bis nach den ersten Regenfällen hinauszuzögern. Die Katastrophe fiel mit einer mehrwöchigen Schönwetterperiode zusammen, die einerseits das Wachstum der Wiesen sehr anregte, auf der anderen Seite aber auch mit einem stetig blasenden Ostwind die Verbreitung des radioaktiven Staubs nach Westen bewirkte. Später gab es dann eine Ausgleichszahlung für die landwirtschaftlichen Betriebe für die entstandenen Mehrkosten bei der Fütterung.
Die Strahlenschutzkommission gab zudem Grenzwerte für Frischmilch und Blattgemüse aus, bei deren Überschreitung die Produkte nicht verkauft werden durften. Der Umsatz auch von freigegebenen Milchprodukten, sowie von Obst und Gemüse ging drastisch zurück. Die Lebensmittelgruppe Rewe vernichtete allein im Mai 1986 unverkäufliche Milchprodukte und Frischgemüse im Wert von rund 3 Millionen DM. Am 15. September 1986 teilte die Strahlenschutzkommission in Bonn mit, die Kontamination der Lebensmittel in der Bundesrepublik durch Radioaktivität sei bis auf wenige Ausnahmen stark zurückgegangen.

#### Kontaminierte Molke und Entsorgungsprobleme
Einige Molkereien in besonders betroffenen Gebieten in Süddeutschland waren angewiesen worden, die Molke von der Milch abzutrennen und nicht zu verkaufen, sondern einzulagern, da in der Milch der Kühe 134Cs und 137Cs mit Halbwertszeiten von zwei bzw. dreißig Jahren festgestellt wurden. Der Vorschlag, diese Molke als Dünger auf Felder aufzubringen, hatte keinerlei Chancen auf Umsetzung.  Das bayerische Landwirtschaftsministerium riet den Molkereien, sich von Milch und Joghurt vorübergehend auf die Produktion von Käse umzustellen – das strahlende Radionuklid wird mit der Molke ausgeschieden, dem Käswasser, das aus der geronnenen Milch abläuft. Aus der Molke wurden bei der Meggle AG in Wasserburg am Inn insgesamt 5046 Tonnen Molkepulver gewonnen. Dadurch konzentrierte sich die Radioaktivität und ergaben bei Messungen Werte bis zu 8000 Becquerel je Kilogramm Molkepulver. Für die freie Verkehrsfähigkeit von kontaminiertem Molkepulver lag der Grenzwert bei 1850 Becquerel. Das kontaminierte Molkepulver wurde ab Mai 1986 in Waggons der Bundesbahn auf Abstellgleisen bei Rosenheim gelagert. Für die nicht mehr verkehrsfähige Ware wurde die Meggle AG vom Bundesverwaltungsamt mit 3,8 Millionen DM entschädigt. Der bayerische Staatsminister für Umweltfragen Alfred Dick erklärte zur Molke „des tut mir nix.“
Das bayerische Umwelt- und Ernährungsministerium verkaufte am 23. Januar 1987 rund 3000 Tonnen des kontaminierten Molkepulvers für 150.000 DM an das Unternehmen LOPEX mit Sitz in Linden. LOPEX wollte die Waggons nach Köln und Bremen transportieren, was die Medien mit großem Interesse verfolgten. Die zuständigen Behörden in den Bundesländern verlangten daraufhin einen Rücktransport nach Bayern. Rund 2000 Tonnen des kontaminierten Molkepulvers lagerten zudem noch in einem Lagerhaus im bayerischen Forsting bei Pfaffing. Ab Februar 1987 schaltete sich Bundesumweltminister Walter Wallmann ein und ließ das kontaminierte Molkepulver, das als Abfall deklariert war, ohne entsprechende Rechtsgrundlage in den Besitz des Bundes übergehen. Ab Februar 1987 wurden insgesamt 242 Bundesbahnwaggons mit dem radioaktiven Abfall (Molkepulver) dem Schutz der Bundeswehr anvertraut und auf den Standorten Feldkirchen (Niederbayern) und auf dem Gelände der Wehrtechnischen Dienststelle für Waffen und Munition in Meppen zwischengelagert.
Am 22. Juli 1987 teilte der deutsche Bundesumweltminister Klaus Töpfer mit, dass das auf den Bundeswehrstandorten gelagerte kontaminierte Molkepulver im hessischen Hungen entsorgt und zu Viehfutter verarbeitet werden soll. Die Kosten in Höhe von 13 Millionen DM werden dabei vom Bund übernommen. Daraufhin kam es ab 1. August zu heftigen Protesten der Bürger in Hungen. Das radioaktiv belastete Molkepulver wurde nunmehr auf dem Gelände des stillgelegten Kernkraftwerks Lingen zwischengelagert. Mit einem von der Tierärztlichen Hochschule Hannover entwickelten Ionenaustauschverfahren wurde in eigens errichteten Spezialanlagen der Noell GmbH (Tochter der Preussag AG) ab Februar 1989 das Molkepulver in Lingen behandelt. Danach betrug die Kontamination noch 100 Becquerel pro Kilogramm. Ab März 1990 fuhren insgesamt 242 Waggons der Bundesbahn (150 aus Meppen und 92 aus Straubing) in Lingen ein. Bis Ende 1990 wurde die Dekontamination abgeschlossen. Die flüssige Molke wurde später als Dünger auf Äcker verstreut und konzentriertes Cäsium in rund 180 Fässern gesammelt. Diese Fässer mit radioaktivem Müll wurden in das Endlager für radioaktive Abfälle Morsleben (ERAM) eingelagert. Die Anlage selbst wurde demontiert und größtenteils verschrottet. Die Kosten für das Aufbereiten bzw. Entsorgen der Molke und ihrer Rückstände betrugen nach Angaben der Bundesregierung aus dem Jahr 2016 insgesamt 34 Millionen Euro.

#### Pilze und Wildfleisch
In einigen Waldgebieten in Süddeutschland (zum Beispiel Alpen und Voralpenland, Münchener Umland, Bayerischer Wald, Oberpfälzer Wald) regnete es kurz nach der Katastrophe; durch radioaktiven Regen gelangten viel strahlende Stoffe in den Boden. Radioaktives Cäsium-137 (Cs-137) hat eine Halbwertszeit von 30,17 Jahren.
Röhrenpilze (zum Beispiel Maronen oder Birkenröhrlinge) akkumulieren Cäsium stärker als andere Pilzarten. Am wenigsten belastet sind Sorten, die auf Holz wachsen, zum Beispiel die Krause Glucke. Das Bayerische Landesamt für Umwelt bietet auf seiner Website aktuelle Informationen.
1997 entdeckte das Umweltinstitut München Proben von Pfifferlingen (österr. Eierschwammerl) mit überhöhten Werten an Radioaktivität durch Cäsium, die nicht in den Handel hätte gebracht werden dürfen. Die Ware war mit Herkunft „Ungarn“ und „Makedonien“ deklariert, Recherchen ergaben jedoch, dass sie umdeklariert worden war und vermutlich aus der Ukraine stammte. Noch 2009 wurde bei einer Probe von Pfifferlingen mit der Herkunftsangabe „Karpaten“ der Richtwert überschritten. Gemäß der Stellungnahme des Umweltinstituts sei es Praxis, dass Pfifferlinge aus Belarus im gering belasteten Litauen abgepackt werden und diese Ware dann als Pfifferlinge aus Litauen auf den Markt käme und zur sicheren Unterschreitung des Höchstwertes hoch und gering belastete Pilze vermischt würden. Diese Praktiken werden als Ursache dafür angesehen, dass die radioaktive Belastung osteuropäischer Pfifferlinge unerwartet tendenziell weiter zunehme und die Belastung von Pilzen aus Belarus abnehme. Maronen-Röhrling und Semmel-Stoppelpilz gälten als „Cäsiumsammler“, andere Arten wie die Schirmlinge nähmen nur geringe Mengen auf, Pfifferling und Steinpilz nähmen eine mittlere Position ein. Bayerische Maronenröhrlinge und eine Probe aus Österreich wiesen 2012 Höchstwerte von über 1000 Bq/kg auf und lägen damit deutlich über dem Grenzwert von 600 Bq/kg.
Die Höhe der Cs-137-Kontamination schwankt je nach Pilzart und von Standort zu Standort erheblich. Aktivitäten von mehr als 1.000 Bq/kg Cs-137 wurden in den Jahren 2014 bis 2016 in Orangefalben (Hygrophorus unicolor) und Braunscheibigen Schnecklingen (Hygrophorus discoideus), Gemeinen Erdritterlingen (Tricholoma terreum), Rotbraunen Semmelstoppelpilzen (Hydnum rufescens), Semmelstoppelpilzen (Hydnum repandum), Maronenröhrlingen (Xerocomus badius) und Braunen Scheidenstreiflingen (Amanita umbrinolutea) gemessen.
Noch immer sind in einigen Regionen im Süden Deutschlands Pilze, Waldbeeren und Wildtiere vergleichsweise hoch belastet. Laut Bundesamt für Strahlenschutz (BfS) ist die Kontamination dort rund zehnmal höher als im Norden Deutschlands. Im Jahr 2002 wurden im Muskelfleisch von Wildschweinen aus dem Bayerischen Wald 137Cs-Werte von bis zu 20 kBq/kg gemessen. Hierbei betrug der Durchschnittswert 6,4 kBq/kg und damit mehr als das Zehnfache des EU-Grenzwerts von 0,6 kBq/kg. In einer Erhebung aus dem Jahr 2023 hat das BfS für einige Wildpilzarten Werte von über einem kBq/kg ermittelt. Auch in Wildschweinfleisch wurden Werte von bis zu 15 kBq/kg ermittelt. Laut BfS führt der Verzehr von 200 Gramm Pilzen mit 2 kBq/kg Caesium-137 zu einer Strahlendosis von etwa 0,005 Millisievert. Bei einem Flug von Frankfurt nach New York beträgt die effektive Dosis zum Vergleich 0,032 bis 0,075 Millisievert. Es wurde lange angenommen, dass die Caesium-137-Belastung in Wildschweinen hauptsächlich aus dem Tschernobyl-Unfall resultiert. Eine Studie der Universität Hannover und der Technischen Universität Wien zeigt jedoch, dass bis zu 68 Prozent des Caesium-137 aus Atomwaffentests der 1950er und 1960er Jahre stammen könnten.

### Deutsche Demokratische Republik
Im Gegensatz zur Informationspolitik in der Bundesrepublik wurde in der DDR durch die SED-Führung versucht, aus Rücksicht auf den sowjetischen Bruderstaat die Bevölkerung durch unterbliebene und falsche Meldungen zu beruhigen. Erst am vierten Tag nach dem Unfall wurde eine kurze Pressemitteilung der sowjetischen Nachrichtenagentur TASS veröffentlicht, in der über eine Havarie berichtet wurde, bei der in Tschernobyl ein Kernreaktor beschädigt wurde. Danach sei den „Betroffenen (…) Hilfe erwiesen“ worden und es wurden Maßnahmen zur Beseitigung der Schäden ergriffen. Über die freigesetzte Radioaktivität wurde nicht berichtet und entsprechende Messwerte wurden erst veröffentlicht, als diese nach mehreren Tagen nicht mehr die anfänglich bedrohliche Höhe erreichten. Als einige Tage nach dem Unglück in westlichen Medien fälschlicherweise von tausenden Toten berichtet wurde (laut WHO und IAEA (2008) starben an den Folgen akuter Strahlenkrankheit knapp 50 Menschen), kam es zu Dementis durch die DDR-Führung, die diese Nachrichten als „plumpe antisowjetische Hetze“ bezeichnete.
In den Wochen nach dem Unglück gab es in der DDR plötzlich ein reichhaltiges Angebot an Gemüse; es war jenes, das den Ostblocklieferanten vom Westen nicht abgekauft wurde. Da viele Bürger aufgrund der über westliche Radio- und Fernsehprogramme empfangenen Warnungen diese Angebote nicht kauften, wurde dieses Obst kostenlos in Kindergärten und Schulen verteilt. Erich Honecker wurde zitiert, dass er Müttern empfahl, frischen Salat vor dem Essen zu waschen. Die interne Warnung durch das Amt für Atomsicherheit, dass durch frisches Futter die Milch kontaminiert würde und somit eine Futterumstellung ratsam sei, wurde nicht veröffentlicht, da es an konserviertem Futter aus dem Vorjahr fehlte. Insbesondere im Gebiet von Sachsen-Anhalt lag aufgrund von Regenfällen die Radioaktivität in der so erzeugten Milch 700 % über dem Grenzwert für Säuglingsmilch, worüber die Bevölkerung nicht informiert wurde. Der Leiter des Amts kommentierte das Unglück mit den Worten: „Jeder Schuster kloppt sich mal auf den Daumen.“
Gleichzeitig war in den wenigen Berichten von einer Stabilisierung der Radioaktivität auf niedrigem Niveau in den Zeitungen zu lesen, ohne über das Niveau vor der Katastrophe zu schreiben. Das damalige Mitglied des Politbüros Günter Schabowski informierte sich zwar auch in den West-Medien und machte sich Gedanken; im Katastrophenfall habe aber ein eisernes Gesetz gegolten: „Auf jeden eigenen Kommentar verzichten. Da wird nur erzählt, was die in Moskau fabrizieren.“ So behaupteten dann „führende Experten“ in der DDR, dass durch die Havarie keine Gefahr bestünde. Die Berichte im Westen seien eine gezielte Kampagne, um von der dortigen Aufrüstung und der Gefahr durch Kernwaffen abzulenken. Gegenüber Oskar Lafontaine und Johannes Rau äußerte sich Erich Honecker am 6. Mai 1986 mit den Worten:

„So habe der Präsident der Akademie der Wissenschaften unmittelbar nach Bekanntwerden der Havarie im Politbüro Bericht erstattet. Die Bevölkerung der DDR sei jederzeit ausreichend informiert gewesen. Führende Physiker der DDR, wie die Professoren Lanius und Flach, hätten in einer ausführlichen Fernsehsendung informiert. In der BRD habe man dagegen im Stile einer Kriegsberichterstattung eine groß angelegte Hetze entfacht.“

In Wirklichkeit wurden Honecker und das SED-Politbüro frühzeitig informiert, ohne darauf zu reagieren oder auch nur weitere Einschätzungen anzufordern. So wurde dann auch erst am 20. Mai 1986, vier Wochen nach dem Unglück, die Bevölkerung umfassender durch einen Bericht des Amtes für Strahlenschutz eher beruhigt als informiert. In diesem hieß es, dass die „durchgeführten dichten Kontrollen belegen“, dass für Bewohner der DDR „keinerlei gesundheitliche Gefährdungen… bestanden haben oder bestehen“.
Zur Beruhigung der Bevölkerung mussten DDR-Spitzensportler an der Internationalen Friedensfahrt 1986 teilnehmen, deren Startort das nur 100 km vom Unglücksreaktor entfernte Kiew war. Der Gesamtsieger des Rennens Olaf Ludwig sagte dazu später, dass er sich dem Start hätte verweigern können, was aber zum unweigerlichen Ende seiner sportlichen Karriere geführt hätte. Journalisten waren angewiesen, nicht vom „strahlenden Sieger“ zu schreiben und den Startverzicht von fast der Hälfte der gemeldeten Mannschaften zu relativieren.
Für Umweltschutzgruppen in der DDR war das Ereignis ein Aufbruchsignal. Erstmals begann eine Debatte um die friedliche Nutzung der Kernenergie. In Eingaben an die Volkskammer und den Ministerrat forderten DDR-Bürger erstmals den Ausstieg aus der Kernenergie (in der DDR waren die Kernkraftwerke Rheinsberg sowie Greifswald in Betrieb, dessen Reaktor 5 wurde am 24. November 1989 abgeschaltet, die Reaktoren 1 bis 4 im Februar 1990).

### Österreich

#### Radioaktive Umweltkontamination
Das österreichische Bundesgebiet zählt zu den am stärksten betroffenen Gebieten Westeuropas: Von den insgesamt 70 PBq freigesetzten Radiocäsiums wurden 1,6 PBq, also 2 %, in Österreich deponiert, die durchschnittliche Belastung 137Cs aus den Tschernobyl-Ereignis lag 1986 bei 19,1 kBq/m², wobei besonders das Salzkammergut und Nachbargebiete, die Welser Heide und die Hohen Tauern betroffen waren, sowie die Niederen Tauern und die Koralpregion/Südostkärnten (mit Durchschnittskontamination > 100 kBq/m²), auf die Bevölkerung bezogen der Linzer Zentralraum und die Stadt Salzburg mit > 11 (kBq/m²)/(EW/km²), und Wien, Graz, Klagenfurt, Villach und Innsbruck ≈ 10.
Stand 2021 liegen zum Beispiel fast gesamt Oberösterreich (mit Ausnahme des Mühlviertels und grenznahe Gebiete zu Deutschland) und große Teile Salzburgs immer noch über 15 kBq/m² bis 40 kBq/m². Spitzenwerte von 70 kBq/m² treten in OÖ in der Nähe des Traunsteins und westlich von Spital am Pyhrn, sowie in der Nähe des Alpenhauptkamms am Stubnerkogel westlich von Bad Gastein und um die Granatspitze auf. Weitere immer noch stark betroffene Gebiete umfassen die Steiermark (Niedere Tauern nördlich des Ennstals und Koralpe) sowie kleinere Gebiete in Tirol und Kärnten.

#### Damalige Maßnahmen
Als Maßnahmen wurden primär Kontrollen im Nahrungsmittelbereich gesetzt, um die Ingestion gering zu halten: Verkaufsverbot für Grüngemüse und von Schaf- und Ziegenmilch, der Grünfutterfütterung bei Milchkühen, des Genusses von Zisternenwasser, und langfristiger etwa Importverbote für Nahrungsmittel aus hochbelasteten Agrarproduktionsländern, Verbot des Wildabschusses, Fütterungspläne in der heimischen Landwirtschaft (Ersatzfüttermittel, Verdünnung mit unkontaminiertem Futter, Endmast mit niedrig kontaminiertem Futter, Futterzusatzstoffe zu Verminderung der Cäsium-Resorption) oder Grenzwerte für die Klärschlammausbringung.
In späteren Studien hat sich gezeigt, dass diese in der Öffentlichkeit nur wenig beachteten Maßnahmen auf Produktions- und Handelsseite mehr Schutzwirkung gebracht haben als etwa Empfehlungen zu direkten Verhaltensänderungen.

#### Langfristige Auswirkungen
Die Strahlenbelastung ist innerhalb von 20 Jahren von anfangs etwa 0,7–0,4 mSv Erstjahresdosis auf 0,003 mSv pro Einwohner (2001) gesunken und liegt in den 2010er Jahren unter 1 ‰ der Gesamtstrahlenbelastung (ca. 4,3 mSv/a). Insgesamt dürften in Österreich lebende Personen bis 2006 einer zusätzlichen Effektivdosis von durchschnittlich 0,6 mSv durch den Reaktorunfall ausgesetzt gewesen sein, das ist nur ein Fünftel der üblichen Einjahres-Belastung aus natürlichen Quellen (natürliches Radon, kosmische Strahlung und Ähnliches, etwa 3 mSv/a).
Von etwa 360 von 2019 bis 2024 analysierten Wildfleisch-Proben in Österreich überschritten nur neun den Grenzwert von 600 Bq/kg, alle von Tieren aus freier Wildbahn und nicht für den Handel bestimmt. Bei Wildpilzen lagen fast alle Messergebnisse unter dem Grenzwert, außer einer Semmelstoppelpilz-Probe aus Kärnten mit ca. 23.000 Bq/kg.

#### Politische Auswirkungen
Die deutlichsten Folgen des Tschernobyl-Ereignisses in Österreich sind politischer Natur:

##### Vor 1986: Kernkraftwerk Zwentendorf
Bereits einige Jahre vor dem Tschernobyl-Unfall war Ende der 1970er Jahre das Kernkraftwerk im niederösterreichischen Zwentendorf an der Donau fast fertiggestellt. Nach Einbringen der schon angelieferten Brennstäbe sollte es 1978/79 in den Probebetrieb gehen. Die österreichische Anti-Atomkraft-Bewegung war jedoch zwischenzeitlich so erstarkt, dass es im November 1978 zur „Volksabstimmung Zwentendorf“ kam – gegen den erklärten Willen von Bundeskanzler Bruno Kreisky, dessen politisch unbedingtes Ziel es war, dass Zwentendorf auf jeden Fall in Betrieb geht. Abgestimmt wurde über die Frage: „Soll der Gesetzesbeschluss des Nationalrates vom 7. Juli 1978 über die friedliche Nutzung der Kernenergie in Österreich (Inbetriebnahme des Kernkraftwerkes Zwentendorf) Gesetzeskraft erlangen?“
Mit der äußerst knappen Abstimmungsmehrheit von 50,5 % wurde das Inkrafttreten des Bundesgesetz[es] zur friedlichen Nutzung der Kernenergie in Österreich (Inbetriebnahme des Kernkraftwerks Zwentendorf) abgelehnt und indirekt die Inbetriebnahme verhindert.
Im Dezember 1978 wurde das Bundesgesetz über das Verbot der Nutzung der Kernspaltung für die Energieversorgung in Österreich, das sogenannte Atomsperrgesetz, verabschiedet. Das fertige Kraftwerk wurde folgend zur Investitionsruine und in den Jahren danach zum Ersatzteillager für Reaktoren gleichen Typs, sowie zum vielfältig genutzten Schulungszentrum für Mitarbeiter von Kernkraftwerken.
In den 2010er Jahren erfuhr das Kraftwerk eine weitere Umnutzung: „Zwentendorf“, das österreichische Synonym für „Anti-Atomkraft“, wurde von der Nachfolgeeigentümerin, der niederösterreichischen Energiegesellschaft EVN, zu einem Standort zur Erzeugung für erneuerbare Energien umgewidmet.
Vor und nach „Zwentendorf“ liegen zwei andere richtungsweisende Ereignisse der österreichischen Geschichte: Der Bau des Kraftwerks Kaprun in den Wiederaufbaujahren – als wirtschaftliche „Erfolgsgeschichte“ – und die Besetzung der Hainburger Au 1984 – als Wendepunkt des Demokratieverständnisses – im energiepolitischen Sektor. Selbst bei den großen Energieversorgern wird deswegen seit den 1980er Jahren ein Kurs Richtung erneuerbarer Energien verfolgt, der auch den natürlichen Ressourcen Österreichs entgegenkommt.

##### Nach 1986: „Atomfreies Österreich“
„Tschernobyl“ hat 1986 die österreichische Anti-Atom-Politik sogar noch verfestigt, sie war seither sowohl gesellschaftlich, wie auch parteipolitisch einhelliger Konsens und wurde nie mehr in Frage gestellt. Gesamtösterreichisch gab es danach keinen bedeutenden innenpolitischen Konflikt mehr um Energiefragen. Der EU-Beitritt Österreichs am 1. Januar 1995 hat daran ebenfalls nichts verändert.
In der Folge des Tschernobyl-Unfalls kam es in den Jahren danach von österreichischer Seite zu einigen Initiativen gegen ausländische Kernkraftanlagen:
- 1989: Initiative gegen den Bau der Wiederaufarbeitungsanlage Wackersdorf aus der Gesellschaft kommend, die von der Länder- und Bundespolitik unterstützt wurde.
- 1990–1991: Nach einer vom Bundeskanzler Vranitzky initiierten Studie folgte eine Empfehlung zur Schließung der ersten beiden Reaktoren des Kernkraftwerk Bohunice. Die Regierung schlug den tschechoslowakischen Nachbarn mit der Empfehlung ein nicht angenommenes Maßnahmenpaket zur Schließung von Bohunice vor. Es beinhaltete das Angebot technischer und wissenschaftlicher Unterstützung, sowie Lieferung von Gratisstrom für ein Jahr im Ausmaß der Produktion der beiden betreffenden Reaktoren.
- 1992 beauftragte Bundeskanzler Vranitzky eine internationale Untersuchungskommission für das slowenische Kernkraftwerk Krško, die mehr als 70 gravierende Sicherheitsmängel und die Erdbebengefährdung von Krško feststellte. Vranitzky formulierte daraufhin „die Schaffung eines atomkraftfreien Mitteleuropas“ als offizielles Regierungsziel.
- 1994 agitierte das offizielle Österreich erfolglos gegen einen Milliardenauftrag mit Kreditgarantie der US-Regierungsbank ExIm für die Fertigstellung des tschechischen Kernkraftwerk Temelín.
- 1994–1995 wurden mehr als eine Million Österreicher mit ihren Unterschriften aktiv um gegen eine geplante Kreditvergabe der Europäischen Bank für Wiederaufbau und Entwicklung (EBRD) zur Fertigstellung des slowakischen Kernkraftwerk Mochovce zu protestieren. Die Bundesregierung unter Vranitzky unterstützte ihrerseits mit Aktivitäten auf internationaler Ebene, die EBRD-Kreditvergabe wurde tatsächlich verhindert. Mochovce wurde dennoch fertiggestellt.

Im Juli 1997 wurde im Nationalrat einstimmig ein Initiativantrag verabschiedet. Mit diesem „Atomfrei-Paket“, das mehrere Maßnahmen für die Umsetzung einer anti-nuklearen Politik umfasste. Zwischen der Regierung einerseits und den Umweltorganisationen Greenpeace, Global 2000 und der Anti Atom International (AAI) auf der anderen Seite wurden Teile des Pakets in einem Abkommen festgehalten. Ende November 1997 kam es zum Volksbegehren „Atomfreies Österreich“.
Unter der österreichischen EU-Präsidentschaft (2. Halbjahr 1998) und im Hinblick auf die sich anbahnende EU-Osterweiterung 2004 verabschiedete die Bundesregierung unter Bundeskanzler Viktor Klima in ihrer 103. Ministerratssitzung am 6. Juli 1999 einen Aktionsplan. Dieser wurde einstimmig am 13. Juli 1999 als Entschließung des Nationalrates betreffend die „Umsetzung des Aktionsplans [der Bundesregierung] für die weitere österreichische Anti-Atom-Politik im europäischen Zusammenhang“ angenommen. Mit selbem Tag wurde ebenfalls einstimmig das Bundesverfassungsgesetz für ein atomfreies Österreich beschlossen, worin die bisherigen Bestimmungen des Atomsperrgesetzes von 1978 in den Verfassungsrang erhoben wurden. Es trat mit der Verkündung am 13. August 1999 in Kraft.
Im Juni 2003 wurde ein von der FPÖ initiiertes und relativ erfolglos gebliebenes Volksbegehren „Atomfreies Europa“ abgehalten. Als bislang letzter Markstein nach dem Tschernobyl-Unfall verabschiedete der Nationalrat am 8. Juli 2010 eine „Entschließung betreffend Fortsetzung der österreichischen Anti-Atom-Politik und der Bemühungen um eine Reform des EURATOM-Vertrages“.

### Polen
Die sowjetische Führung war darauf bedacht, nur so wenige Personen und Institutionen über die Nuklearkatastrophe zu informieren, wie unbedingt notwendig. Aus diesem Grund wurden in den ersten Tagen auch keine Informationen über die Explosion in Tschernobyl an die Bruderstaaten in Mitteleuropa weitergegeben, obwohl das betroffene Kernkraftwerk beispielsweise nur 418 km von der polnischen Grenze entfernt steht.
Der Wind hatte das radioaktive Material zunächst nach Skandinavien transportiert, nach zwei Tagen jedoch zurück nach Mitteleuropa. Am 28. April bemerkte eine Strahlenmessstation in Mikołajki im Nordosten von Polen gegen 5:33 Uhr als erste einen rapiden Anstieg der Radionuklide in der Luft. Der gemessene Wert war eine halbe Million Mal höher als üblich. Gegen 9:00 Uhr informierte man die zentrale Strahlenschutzbehörde in Warschau, das Centralne Laboratorium Ochrony Radiologicznej (kurz CLOR). Das CLOR löste unverzüglich einen internen Alarm aus, weil es von der Detonation einer Kernwaffe ausging. Im Laufe des Tages erkannte man allerdings, dass die Strahlung aus einem Reaktor stammen musste. Anfragen an die sowjetischen Behörden hierzu blieben jedoch unbeantwortet. Erst um 18:00 Uhr erfuhr das CLOR über die BBC von den Ereignissen in Tschernobyl.
In der Nacht auf den 29. April legte das CLOR der polnischen Regierung nahe, entsprechende Schutzmaßnahmen zu ergreifen und unverzüglich Tabletten mit stabilem Iod an die Bevölkerung zu verteilen. Gegen 11:00 Uhr entschied die Führungsspitze der PVAP, in den elf Woiwodschaften nahe der Grenze zur Sowjetunion Iod an die Bevölkerung auszugeben. Mangels entsprechender Tabletten wurde eine flüssige Iod-Kaliumiodid-Lösung verabreicht. Innerhalb eines Tages gelang es, fast 19 Millionen Polen mit Iod zu versorgen. Darüber hinaus wurden landwirtschaftliche Betriebe angewiesen, ihr Vieh von den Weiden zu nehmen. Ferner wurde in einigen Regionen empfohlen, vorübergehend keine frische Milch, Obst, Gemüse oder Pilze zu konsumieren. Erst am 30. April 1986 informierte die polnische Presse landesweit über „den Austritt einer radioaktiven Substanz in einem Kernkraftwerk in der Sowjetunion“. Aufgrund der anstehenden Erster-Mai-Feierlichkeiten verzichtete die PVAP jedoch auf weitere Maßnahmen.
Die gesamtpolnische Bevölkerung erfuhr erst im Zuge des politischen Systemwechsels 1989 vom Ausmaß der Katastrophe. In der Folge kam es landesweit zu Demonstrationen gegen das an der polnischen Ostseeküste seit 1982 in der Bauphase befindliche Kernkraftwerk Żarnowiec. Die massiven Proteste gegen die Anlage führten zuerst zu umfangreichen Untersuchungen und schließlich zum Stopp des Baus. 1990 wurde das Kernkraftwerk unter dem ersten demokratisch gewählten Ministerpräsidenten Tadeusz Mazowiecki aufgegeben.

### Frankreich
Im Mai 1986 gab das französische Institut für Strahlenschutz SCPRI an, 137Cs-Belastungen zwischen 25 Bq/m² in der Bretagne und 500 Bq/m² im Elsass gemessen zu haben; 2006 nannte das Nachfolgeinstitut IRSN Werte zwischen 10.000 und 20.000 Bq/m² vom Elsass bis Korsika. 137Cs war ein Hauptbestandteil des radioaktiven Niederschlags. Angeblich ist nicht mehr nachzuvollziehen, wie die Werte von 1986 zustande kamen. Der damalige Umweltminister Carignon kritisierte 20 Jahre später die Fehler von damals.
Am 1. und 2. Mai 1986 berichteten Le Figaro und France-Soir, dass Frankreich von der radioaktiven Wolke betroffen war. Erste Tests von Wasser- und Milchproben, deren Ergebnisse teilweise am 6. Mai veröffentlicht wurden, lieferten laut SCPRI zu geringe Belastungen, um eine Gesundheitsgefahr darzustellen, weswegen für Frankreich keine Schutzmaßnahmen empfohlen wurden. Da jedoch andere Länder Schutzmaßnahmen angeordnet hatten, wurde in der Presse schnell der Vorwurf der Passivität laut. 2001 und 2002 legten mehr als 500 kranke Menschen Beschwerde gegen das damalige Verhalten der Regierung ein. Wenngleich Schilddrüsenkrebserkrankungen zunahmen, seien sie laut französischen Nuklearexperten nicht auf den Unfall zurückzuführen. Der ehemalige Arzt und Mitarbeiter des Commissariat à l’énergie atomique et aux énergies alternatives Bernard Lerouge warf den Medien vor, sich auf die pessimistischen Schätzungen der Anti-Atomkraftbewegung konzentriert zu haben. TV-Dokumentationen warf er Verzerrungen und Manipulation der öffentlichen Meinung vor, da die Meinungen der Wissenschaftsgemeinde ignoriert worden seien.

### Weitere Länder
In Schweden ergaben Umfragen im September 1986, dass die Einstellungen gegenüber der Kernenergie im Durchschnitt negativer wurden. Viele Interviewte zählten die Risiken der Kernenergie zu den bedrohlichsten aller Risiken. Spätere Umfragen ergaben, dass die Einstellung in der schwedischen Bevölkerung relativ schnell wieder auf das tendenziell befürwortende Niveau vor dem Unfall zurückkehrte.
Eine 1988 veröffentlichte Analyse zur Berichterstattung über das Ereignis und seine Folgen in sieben europäischen Ländern kam zu dem Schluss, dass die Medien einigermaßen gut die Informationen aus offiziellen Quellen wiedergaben, wenngleich einige Mängel im Bezug auf Themen wie Strahlenbelastung und ihre Risiken festgestellt wurden. Eine in den 1990er Jahren von der Europäischen Kommission beauftragte Untersuchung in fünf Ländern (Deutschland nicht inbegriffen) konnte keine Hinweise auf einen verstärkenden Einfluss der medialen Berichterstattung über den Unfall auf die öffentliche Wahrnehmung des Risikos finden, wenngleich die Berichterstattung in der Öffentlichkeit häufig als alarmierend empfunden wurde. Eine Analyse der Berichterstattung der US-amerikanischen Tageszeitungen New York Times, Washington Post, Philadelphia Inquirer, Wall Street Journal und Morning Call aus Allentown in Pennsylvania sowie der Abendnachrichten der Fernsehsender ABC, CBS und NBC in den ersten zwei Wochen nach der Katastrophe ergab, dass nicht ausreichend Informationen vermittelt wurden, um der Öffentlichkeit das Verständnis von Kernenergie und die Einordnung des Unfalls zu erleichtern. Übertriebene Panikmache oder einen Überschuss an negativen Berichten konnten jedoch nicht beobachtet werden.
Als Reaktion auf die Nuklearkatastrophe boten US-amerikanische Hämatologen der University of California in Los Angeles wenige Tage nach dem Ereignis ihre Hilfe an und, mit Hilfe der politischen Vermittlung von Armand Hammer, im Frühjahr 1986 führte ein von ihnen entsandtes Transplantationsteam unter Leitung von Robert P. Gale, Richard E. Champlin, Paul Terasaki und Yair Reisner im Moskauer Krankenhaus Nummer 6 in Zusammenarbeit mit sowjetischen Hämatologen Knochenmarktransplantationen an Strahlenopfern aus Tschernobyl zur Behandlung der das Blut schädigenden Strahlenkrankheit durch, allerdings mit nur mäßigen Heilerfolgen.

## Gegenwärtige Situation
Die Nachbarstadt Prypjat ist eine Geisterstadt und bildet das Zentrum des Zone genannten Sperrgebiets. In der Stadt wurden viele Gebäude renoviert, die als Unterkünfte für die Arbeiter und Ingenieure des ehemaligen Kraftwerksparks Prypjat, für Soldaten, Polizisten und Feuerwehrleute dienen. Im Umland und im Stadtgebiet von Tschernobyl leben rund 700 von einst 14.000 Personen, die entweder ablehnten, die Region zu verlassen, oder nach der Katastrophe 1986 in ihre Dörfer zurückkehrten. Die Umweltschutzorganisation Blacksmith Institute zählte in ihrer 2006, 2007 und 2013 veröffentlichten Liste Tschernobyl jeweils zu den zehn Orten mit der größten Umweltverschmutzung weltweit.

### Endgültige Abschaltung des Kraftwerkes
Alle drei noch funktionsfähigen Blöcke wurden nach dem Ende der Aufräumarbeiten wieder hochgefahren. Nach den Dekontaminierungsarbeiten in den Jahren 1986 und 1987 war die Regierung der Ansicht, dass die Strahlung keine weiteren Auswirkungen auf das Personal habe. Der zweite Reaktorblock wurde im Oktober 1991 nach einem Feuer in der Turbinenhalle abgeschaltet.
Bei einer Tagung im Juni 1994 in Korfu beschloss die Europäische Union, der Ukraine ein Programm zur Zusammenarbeit vorzuschlagen, das zur Stilllegung des Kernkraftwerkes in Tschernobyl führen sollte. Die G7-Staaten unterstützten bei ihrem Treffen in Neapel im Juli 1994 diesen Vorstoß der EU. Dies führte schließlich am 20. Dezember 1995 im kanadischen Halifax zur Unterzeichnung eines Memorandum of Understanding durch den ukrainischen Präsidenten Leonid Kutschma, in dem die Abschaltung der Reaktoren bis zum Jahr 2000 angestrebt wurde. Die Finanzierung erfolgte über das TACIS-Programm der EU. Im November 1996 wurde Block 1 vom Netz genommen, im Dezember 1997 beschloss die ukrainische Regierung, den Reaktor 3 stillzulegen. Im Juni 2000 wurde schließlich die Entscheidung getroffen, Block 3 am 15. Dezember 2000 endgültig außer Betrieb zu nehmen.

### Erste Schutzhülle

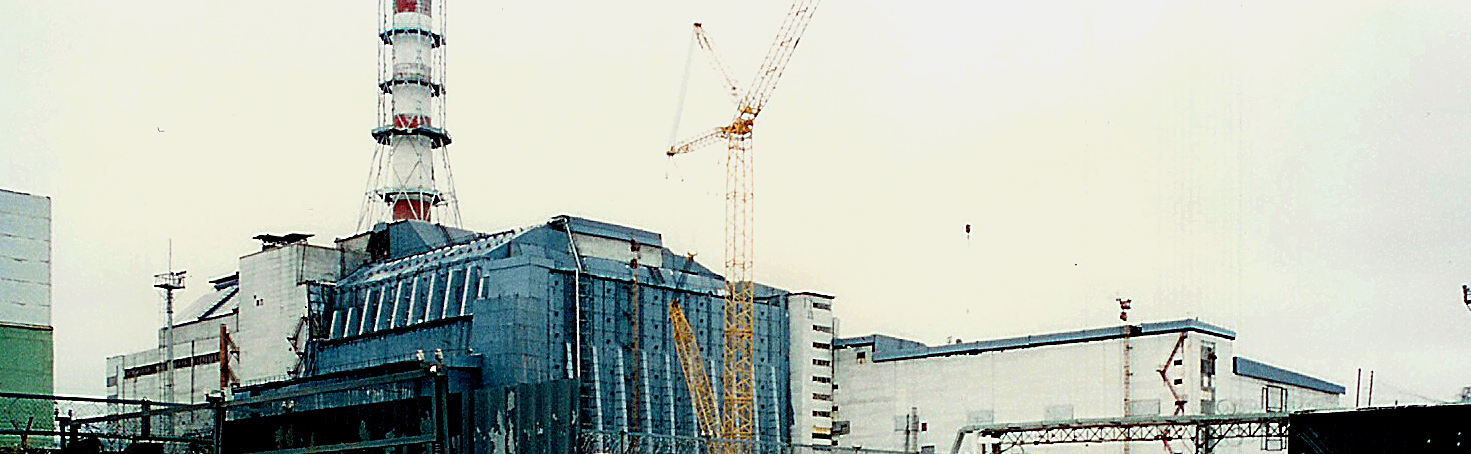
Sarkophag des 4. Blocks im März 2006

Der havarierte Reaktorblock war durch einen provisorischen, durchlässigen sogenannten „Sarkophag“ gedeckelt. Im Inneren ist weitgehend die Situation nach der Explosion in heißer Form konserviert. Von rund 190 Tonnen Reaktorkernmasse befinden sich Schätzungen zufolge noch rund 150 bis 180 Tonnen innerhalb des Sarkophags: teils in Form von Corium, teils in Form von Staub und Asche, ausgewaschener Flüssigkeiten im Reaktorsumpf und Fundament oder in anderer Form.
Im Jahr 1992 veranstaltete die Ukraine zusammen mit einer französischen Firma einen Konzeptwettbewerb, um Ideen für eine langfristige Lösung für Block 4 zu finden. Nach kurzer Zeit entschied man sich für eine effektive Schutzummantelung und kürte einen Gewinner. Hierzu sollte eine vollständige Ummantelung von Block 3 und Block 4 gebaut werden. Da aber für dieses Konzept der damals noch aktive Block 3 hätte abgeschaltet werden müssen, verwarf man dieses Projekt wieder. Die Kosten dafür schätzte man auf drei bis vier Milliarden US-Dollar.
Im Februar 2013 stürzte aufgrund großer Schneemassen das Dach der Maschinenhalle ein, die etwa 70 Meter vom Sarkophag entfernt ist. Nach Angaben des ukrainischen Zivilschutzministeriums traten dabei keine radioaktiven Partikel aus.

### Zweite Schutzhülle („New Safe Confinement“)

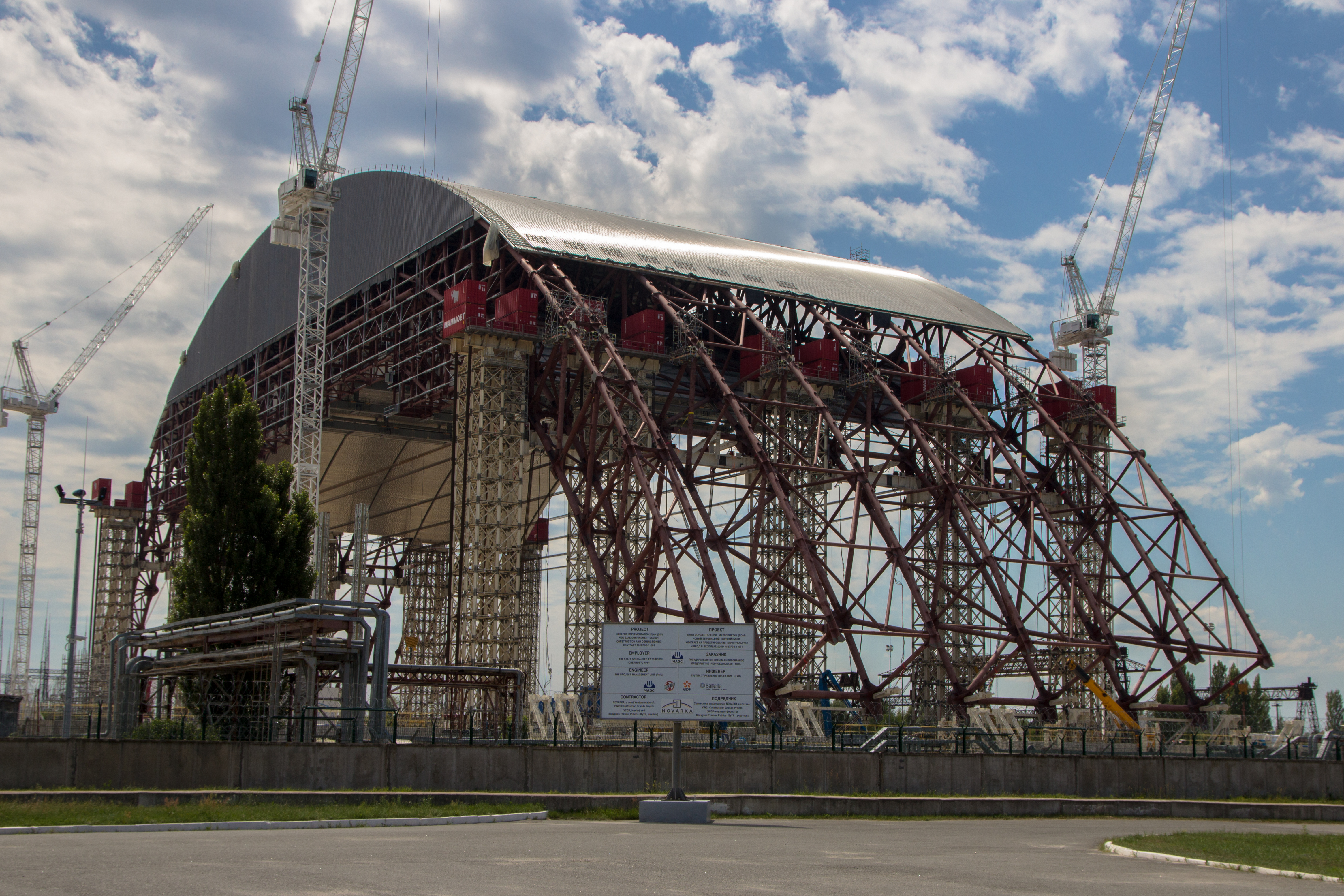
„Neuer Sarkophag“ im Bau, Juni 2013

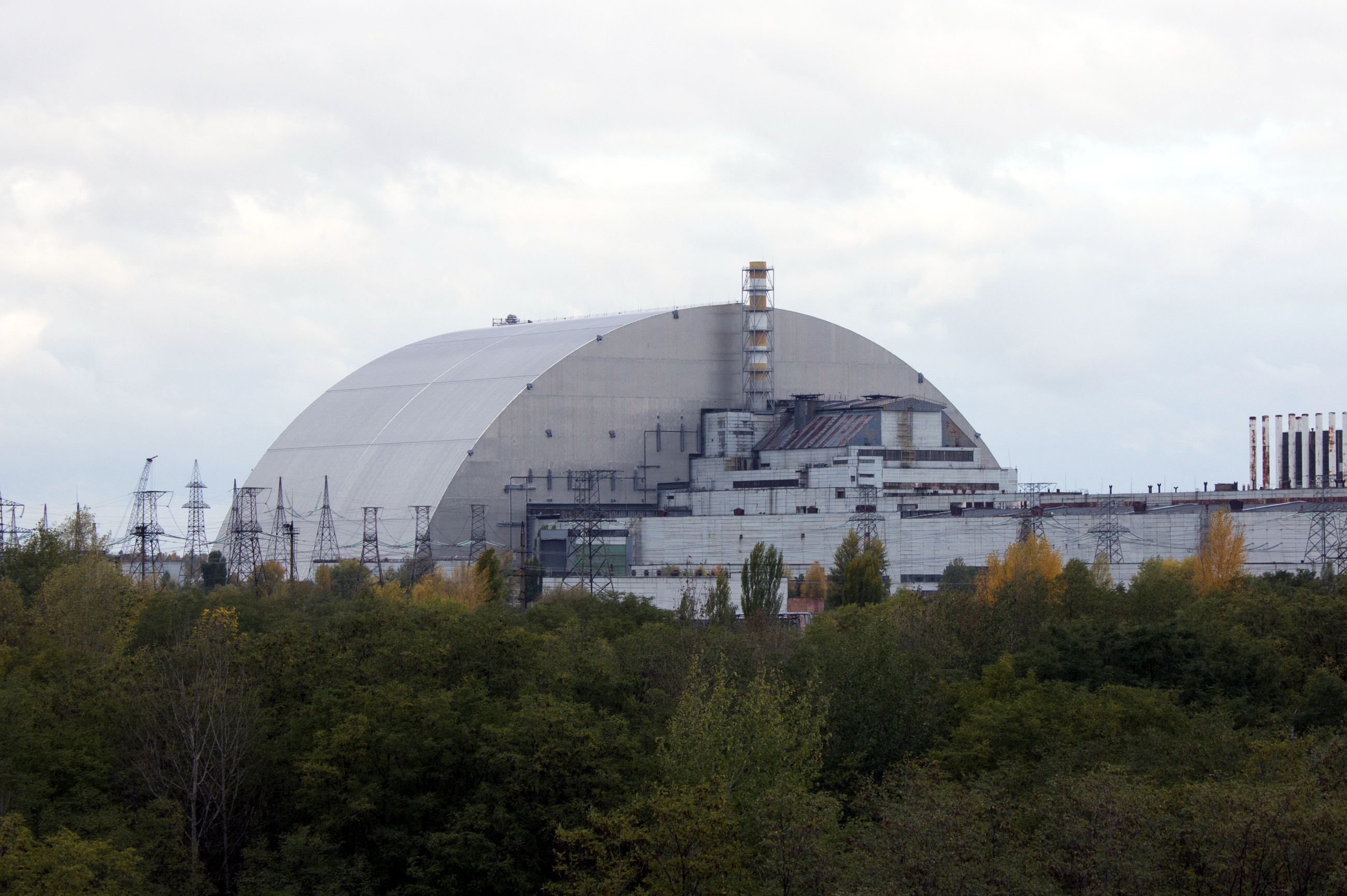
Neue Schutzhülle in endgültiger Position über dem havarierten Reaktorblock, Oktober 2017

Der internationale „Shelter Implementation Plan“ hatte als Ziel, einen neuen, haltbareren Sarkophag zu errichten: Als erste Maßnahmen wurden das Dach des ursprünglichen Sarkophags verstärkt und seine Belüftungsanlage verbessert. Der neue Sarkophag wurde von 2010 bis 2016 aufgrund zu hoher Strahlenbelastung ca. 200 Meter neben dem havarierten Reaktor aufgebaut und anschließend auf Kunststoffgleitschienen über den alten Sarkophag gefahren. Dadurch sollte es möglich werden, den alten Sarkophag zu entfernen, ohne dass weitere radioaktive Stoffe freigesetzt werden. Dies soll später mit zwei Kränen, die trotz hoher Strahlenbelastung vor Ort speziell für diesen Zweck hergestellt wurden, erfolgen. Unter anderem sollen sie auch radioaktiv kontaminierte Stoffe zerkleinern. Um dabei einen erneuten Austritt radioaktiver Partikel zu verhindern steht die Schutzhülle dauerhaft unter leichtem Unterdruck. Am 17. September 2007 wurde der Auftrag dem Konsortium Novarka erteilt.
Die deutsche Bundesregierung hat bis März 2016 etwa 97 Mio. Euro in den Chernobyl Shelter Fund (CSF) eingezahlt, noch zu erfüllende Beitragszusagen belaufen sich auf etwa 19 Mio. Euro.
Am 14. November 2016 wurde begonnen, die neue Schutzhülle in Richtung des alten Sarkophags zu verschieben. Ihre endgültige Position nahm sie am 29. November ein. Am 25. April 2019 vermeldete die Europäische Bank für Wiederaufbau und Entwicklung (EBWE) den Abschluss eines 72-Stunden-Testbetriebs der Schutzhülle. Die offizielle Inbetriebnahme im Beisein des ukrainischen Präsidenten Wolodymyr Selenskyj erfolgte am 10. Juli 2019.

### Russischer Überfall 2022
Russische Streitkräfte begannen am 24. Februar 2022 auf Befehl von Staatspräsident Putin einen völkerrechtswidrigen Überfall auf die Ukraine. Am ersten Tag des Überfalls nahmen sie das stillgelegte Kernkraftwerk und die umliegende Sperrzone ein. Tage später riss die Überwachung der aktuellen Strahlenwerte vor Ort ab; zudem fiel die Stromversorgung in Tschernobyl vorübergehend aus. Nach der Schlacht um Kiew (2022) zogen sich die russischen Truppen aus den Gebieten nördlich von Kiew wieder zurück. Die Internationale Atomenergie-Organisation (IAEA) bestätigte am 31. März 2022 ihren Abzug von Kernkraftwerk und Sperrzone.
In der Nacht vom 13. auf 14. Februar 2025 nahm ein Team der IAEA eine Detonation wahr. Es berichtete, dass gegen 1.50 Uhr die Sprengladung eines unbemannten Kampf-Luftfahrzeuges beim Einschlag auf der Schutzhülle detoniert sei. Die Werkfeuerwehr habe den entstandenen Brand gelöscht.

## Gedenken und Rezeption

### Gedenkveranstaltungen
Bereits kurz nach der Katastrophe etablierten sich in größeren Städten, vor allem der ehemaligen Sowjetunion, jährliche Gedenkveranstaltungen. Hierbei werden im Frühjahr Kundgebungen oder Gottesdienste abgehalten, bei denen tausende Teilnehmer mit brennenden Kerzen, Schweigeminuten, Mahnwachen oder Glockenläuten der Opfer der Reaktorexplosion gedenken. Sie demonstrieren damit auch für die friedliche Nutzung der Atomenergie oder langfristig auch für die Stilllegung aller Atomreaktoren.

### Nationales Tschernobyl-Museum
Ein in der ukrainischen Hauptstadt Kiew eingerichtetes National-Museum zeigt Bilder, Videos, Reste von Kleidung oder verweist mit durchgestrichenen Ortstafeln auf die nicht mehr existenten Dörfer.

### Mahnmale
In Charkiw erinnern zwei Monumente an die Katastrophe: eines aus rotem Porphyr und ein weiteres, dreifarbig gestaltetes, im Park der Jugend. Ein weiteres Denkmal, das den Helfern („Liquidatoren“) im Gelände des Kernkraftwerks gewidmet war, wurde zerstört.
In Saporischschja hat ein Bildhauer einen Stein an einem Brunnen wie ein gespaltenes Atom gestaltet, unweit davon befindet sich ein Granitfindling mit einer Tafel für die Opfer der Katastrophe. In der nach dem Reaktorunglück neu errichteten Stadt Slawutytsch gibt es ein Mahnmal mit Fotos und Lebensdaten einiger Opfer.
Kiew erinnert mit einem Denkmal an die Feuerwehrleute und Ingenieure, die infolge ihres Einsatzes bei der Katastrophe gestorben sind. An dem symbolhaften verbogenen Metall legen Politiker des Landes regelmäßig Gedenkkränze nieder.
Auf dem Mitinskoje-Friedhof (Митинское кладбище) (Moskau) befinden sich die Grabstätten von 28 verstorbenen Feuerwehrmännern und ein Denkmal.

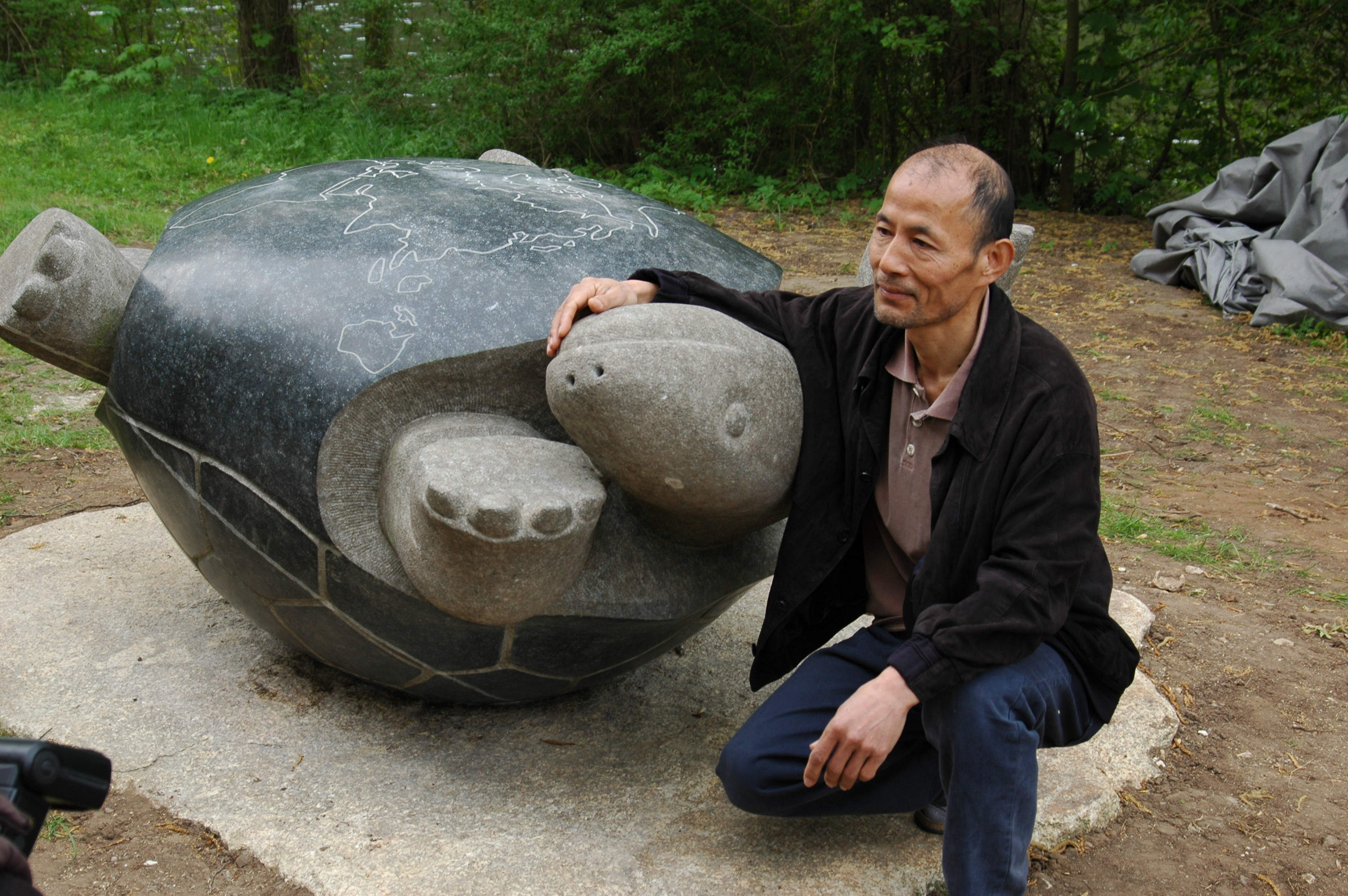
Kang Jinmo bei der Einweihungsfeier in Bamberg 2011

In Bamberg steht ein Denkmal für Tschernobyl: eine auf dem Rücken liegende, hilflose Schildkröte aus schwarzem Granit. Auf ihrem Bauch ist die Weltkarte eingraviert. Die Schildkröte ist ein Entwurf des südkoreanischen Künstlers Kang Jinmo, den er im Rahmen eines Wettbewerbs des Bund Naturschutz in Bayern im Jahr 1987 eingereicht hatte. Die Schildkröte symbolisiert die Hilflosigkeit gegenüber der atomaren Verseuchung weiter Teile Europas nach der Reaktorkatastrophe im April 1986.

### Ausstellungen, Konzerte und andere Aktivitäten
Im Jahr 1990 wurde die gemeinnützige Organisation Heim-statt Tschernobyl gegründet. Seit 1991 fahren jährlich in den Sommermonaten Gruppen freiwilliger Helfer aus Deutschland für drei Wochen nach Belarus und errichten, im Rahmen eines Umsiedlungs-Programms, im nicht-kontaminierten Norden gemeinsam mit betroffenen Familien jeweils ein neues Haus. Wesentlicher Bestandteil des Konzeptes ist die ökologische Bauweise und der verantwortungsvolle Umgang mit Energie.
Der deutsche Künstler Ulrich Bernhardt zeigte in seiner Ausstellung Tod, Zeit, Rhythmus, Leben die Installation „Der Sarkophag – Tschernobyl“ in der Galerie der Stadt Sindelfingen 1996 und anschließend im Museum für Technik und Arbeit in Mannheim. Der deutsche Künstler Till Christ organisierte in Zusammenarbeit mit Studenten der Staatlichen Akademie für Design und Kunst aus Charkow im Berliner Kunsthaus Tacheles die Ausstellung „Visual Energy – Nach Tschernobyl: Ressourcen, Energien und wir“. Sie war zwischen Oktober 2005 und April 2006 zu sehen. Im Jahr 2006 führte die schweizerische Stadt Thun in ihrem Rathaus eine Gedenkausstellung mit Unterstützung der Botschafter der Ukraine, von Belarus und von Russland durch.
Die Literaturnobelpreisträgerin Swetlana Alexijewitsch hat sich in ihrem literarischen Werk immer wieder mit der Reaktorkatastrophe auseinandergesetzt und unter anderem ein „Tschernobyl-Gebet“ verfasst, das im Jahr 2006 von dem französischen Komponisten Alain Moget als Oratorium unter dem Titel „Und sie werden uns vergessen“ vertont und uraufgeführt wurde.
Vom 3. bis 5. April 2006 veranstaltete die Gesellschaft für Strahlenschutz in Berlin einen Internationalen Kongress mit dem Titel „20 Jahre nach Tschernobyl – Erfahrungen und Lehren für die Zukunft“.

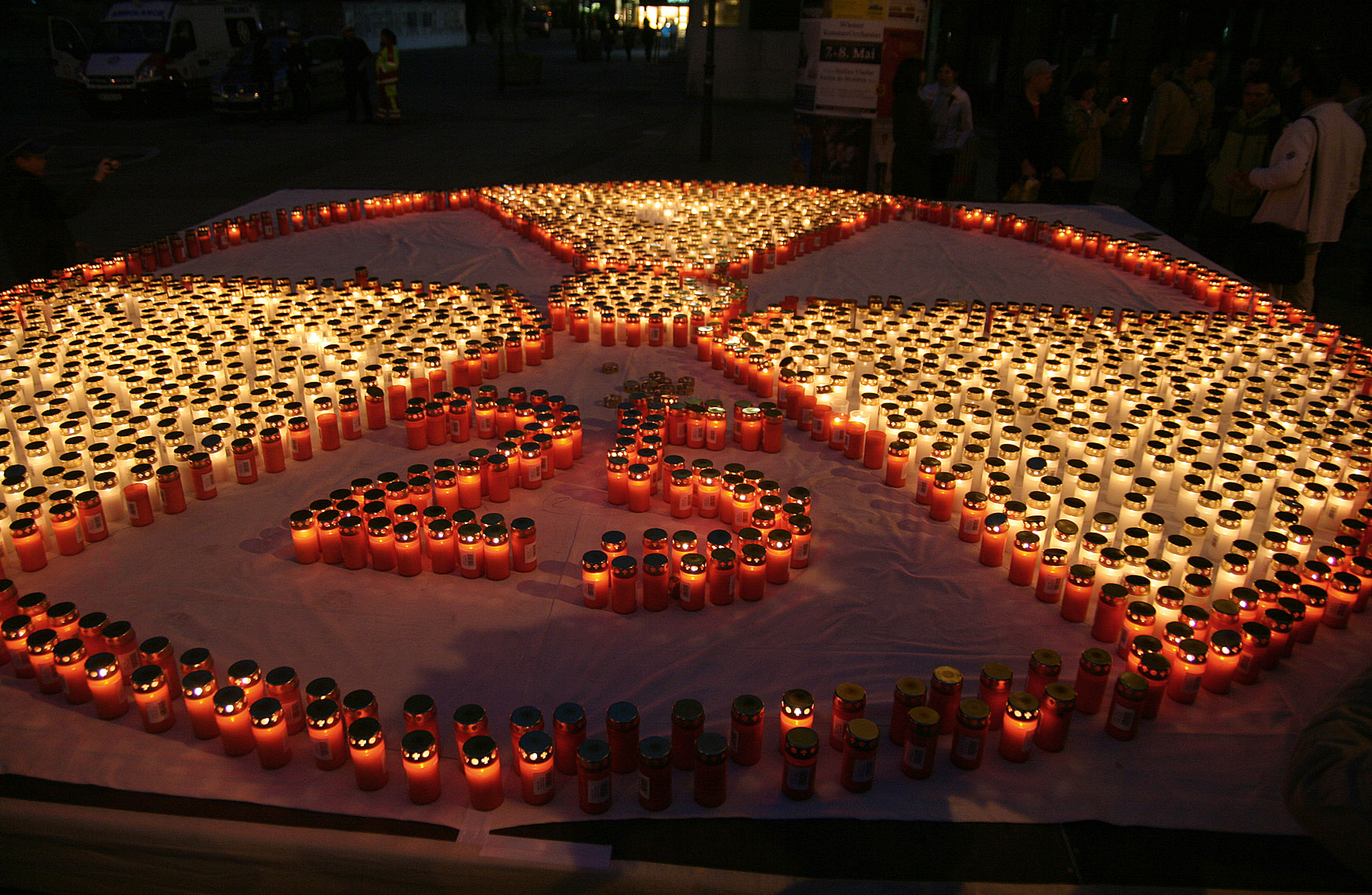
Gedenkveranstaltung 25 Jahre nach dem Reaktorunfall (Wien 2011)

Auf drei internationalen Kongressen in den Jahren 2004, 2006 und 2011 diskutierte die IPPNW gemeinsam mit der Öffentlichkeit über die Folgen der Tschernobylkatastrophe sowie Perspektiven einer Welt frei von Atomkraftwerken und Atomwaffen. Der vom 8. bis 10. April 2011 abgehaltene Kongress mit dem Motto „Zeitbombe Atomenergie: 25 Jahre Tschernobyl – Atomausstieg jetzt!“ fand unter dem Eindruck der Nuklearkatastrophe von Fukushima statt.
Am 26. April 2011 fand in der Berliner Philharmonie ein Benefizkonzert anlässlich des 25. Jahrestages der Tschernobylkatastrophe statt.

### Bildende Kunst
Als Beispiel für die Rezeption der Nuklearkatastrophe in der bildenden Kunst sei der 1986 entstandene Zyklus „Aschebilder“ des Künstlers Günther Uecker genannt. Auch in der religiösen Kunst und in der Ikonenmalerei fand die Katastrophe von Tschernobyl ihren Niederschlag.

### Spielfilme und Dokumentationen
1990 wurde der Film Raspad – Der Zerfall bei den Internationalen Filmfestspielen von Venedig vorgestellt und erhielt die Goldmedaille des Präsidenten des italienischen Senats.
1991 entstand für Turner Home Entertainment das TV-Drama Tschernobyl – Die letzte Warnung unter der Regie von Anthony Page.
2006 entstand unter der Produktion von ITV das Drama The Girls Who Came To Stay. Der Film erzählt die Geschichte eines Paares, das zwei Mädchen aus Belarus in Pflege nimmt. Es stellt sich heraus, dass die Mädchen zum Zeitpunkt des Unglücks hoher Strahlung ausgesetzt waren.
2011 entstand der vielfach preisgekrönte Kurzfilm Seven Years of Winter unter der Regie von Marcus Schwenzel. Der Regisseur erzählt in seinem Kurzfilm das Drama des Waisenkinds Andrej, der vier Jahre nach der Tschernobyl-Katastrophe vom Hehler Artjom in die nukleare Umgebung des Reaktors geschickt wird, um die verlassenen Wohnungen zu plündern.
Im Februar 2011 nahm der Spielfilm An einem Samstag am Wettbewerbsprogramm der Berlinale 2011 teil. Die russisch-ukrainisch-deutsche Koproduktion zeigt die Geschichte vom Scheitern des Fluchtversuchs eines jungen Parteifunktionärs und seiner Freunde. Er hatte bereits unmittelbar nach dem Unglück dessen schwerwiegende Folgen erkannt.
Ebenfalls aus dem Jahr 2011 ist der Spielfilm Verwundete Erde. Er handelt von den Folgen der Katastrophe auf das Leben einer jungen Frau.
Am 25. Mai 2012 lief mit Chernobyl Diaries von Brad Parker ein Horrorfilm in den USA an. Der Film, der auf einem Skript von Oren Peli beruht, spielt 25 Jahre nach der Katastrophe in Prypjat.
Der Actionfilm Stirb langsam – Ein guter Tag zum Sterben (2013) spielt teilweise im verstrahlten Sperrgebiet, aus dem kernwaffenfähiges Uran geborgen werden soll.
Auf dem Sundance Film Festival 2015 erhielt die Dokumentation The Russian Woodpecker den Großen Preis der Jury in der Kategorie „World Cinema – Documentary“. Der Film behauptete, die Katastrophe von Tschornobyl hätte etwas mit dem geheimen sowjetischen Radarsystem Duga zu tun gehabt, das einige Kilometer vom Kraftwerk entfernt errichtet und nach der Katastrophe aufgegeben worden war. Der Historiker Serhii Plokhy hält dies für eine Verschwörungstheorie.
Die Fernsehserie Chernobyl von HBO aus dem Jahr 2019 zeigt die Folgen der Nuklearkatastrophe vom April 1986 und soll sich dabei weitgehend auf reale Gegebenheiten berufen. Mehrfach wurde die Reihe allerdings für teilweise sachlich falsche Darstellungen und Übertreibungen kritisiert. Serhii Plokhy attestierte hingegen der Serie, die Lebenswelt der politischen und gesellschaftlichen Bedingungen in der Sowjetunion visuell besser dargestellt zu haben, als alle anderen westlichen und meisten postsowjetischen Fernsehproduktionen, auch wenn sie inhaltliche Fehler enthalte. Vom Publikum wurde die Serie aber überwiegend begeistert aufgenommen und war kurzzeitig die bestbewertete Serie in der IMDb. Tourismusveranstalter berichteten, das Interesse an Tschernobyl-Reisen sei „dramatisch angestiegen“, nachdem die HBO-Serie ausgestrahlt wurde. Russische Medien bezeichneten die Serie als „gegen Russland gerichtetes Propagandawerk“.
Als Antwort auf die HBO-Serie lief im russischen Fernsehkanal NTW ebenfalls eine Miniserie, die CIA-Agenten für den Unfall verantwortlich macht.
Für ZDFinfo wurde 2023 die vierteilige Doku-Serie Tschernobyl – Die Katastrophe produziert, Buch und Regie: Ariane Riecker und Dirk Schneider.

### Weitere
Bereits am 26. Juni 1986 erschien mit Tschernobyl (Das letzte Signal) ein Protestlied des Musikprojektes Wolf Maahn und Unterstützung als Benefiz-Single zugunsten der Anti-Atomkraft-Bewegung in der Bundesrepublik.
Im 1987 erschienenen Album Liebe, Tod & Teufel der österreichischen Musikgruppe EAV wurde das in Reaktion auf die Nuklearkatastrophe entstandene Lied Burli veröffentlicht. Es erzählt auf satirische Weise das Leben eines jungen Mannes, der aufgrund der Nuklearkatastrophe von Geburt an erhebliche Missbildungen aufweist.
Am 23. März 2007 wurde das Spiel S.T.A.L.K.E.R.: Shadow of Chernobyl, das nach einem fiktiven Unfall 2008 in der Zone um das AKW Tschernobyl spielt, herausgegeben. Es folgten die Teile S.T.A.L.K.E.R.: Clear Sky (5. September 2008, EU) und S.T.A.L.K.E.R.: Call of Pripyat (5. November 2009, DE). Im September 2024 folgte S.T.A.L.K.E.R. 2: Heart of Chornobyl.

## Trivia
Die Internationale Atomenergie-Organisation sprach 1980 vom „ökonomisch vollumfänglich gerechtfertigten Bau“ dieses Reaktortyps und davon, dass mit recht geringem Aufwand (durch Erhöhung der Leistungsdichte im Kern) eine Leistungssteigerung von 1000 MW el. auf 1500 MW el. erzielbar sei.
Der ukrainische Name Чорнобиль (Tschornobyl) bezeichnet neben der Stadt auch die Pflanzenart Artemisia vulgaris (Beifuß), die gelegentlich mit dem Wermutkraut (Artemisia absinthium) verwechselt wird. Daher wurde die Nuklearkatastrophe mit einer Stelle aus der biblischen Offenbarung des Johannes in Verbindung gebracht: „Der Name des Sterns ist Wermut. Ein Drittel des Wassers wurde bitter und viele Menschen starben durch das Wasser.“ (Offb 8,11 ) Auch Ronald Reagan glaubte daher, dass der Unfall in der Bibel prophezeit wurde.

### Landesberichte von Russland, der Ukraine und Belarus
- S. K. Shoigu, L. A. Bolshov (Hrsg.): Twenty years of the Chernobyl accident. Results and Problems in Eliminating Its Consequences in Russia 1986–2006. Russian National Report. Moskau 2006; undp.org (Memento vom 1. Februar 2012 im Internet Archive; PDF).
- 20 years after Chornobyl Catastrophe. Future outlook: National Report of Ukraine. Kiew 2006, ISBN 966-326-172-2; undp.org (Memento vom 4. Januar 2014 im Internet Archive; PDF; 7,4 MB).
- V. E. Shevchuk, V. L. Gurachevsky (Hrsg.): 20 Years after the Chernobyl Catastrophe: the consequences in the Republic of Belarus and their overcoming. National report. Committee on the Problems of the Consequences of the Catastrophe at the Chernobyl NPP under the Belarusian Council of Ministers, Minsk 2006, ISBN 985-01-0628-X; undp.org (Memento vom 1. Februar 2012 im Internet Archive; ZIP).

### Berichte von IAEA, WHO und UNSCEAR
- UNSCEAR 2008 Report. Sources and effects of ionizing radiation. Band 2. Annex D – Health effects due to radiation from the Chernobyl accident. New York 2011; unscear.org (PDF; 5,3 MB)
- IAEA (Hrsg.): The Chernobyl accident: Updating of INSAG-1: INSAG-7: A report by the International Nuclear Safety Advisory Group. Wien 1992, ISBN 92-0-104692-8, online (PDF; 7,1 MB)
- Chernobyl’s Legacy: Health, Environmental and Socio-Economic Impacts and Recommendations to the Governments of Belarus, the Russian Federation and Ukraine. April 2006, iaea.org (PDF)
- IAEA (Hrsg.): Chernobyl’s Legacy: Health, Environmental and Socio-economic Impacts (…). Pressemitteilung (deutsch), September 2005 (iaea.org (Memento vom 13. April 2006 im Internet Archive; PDF))
- Ian Fairlie, David Sumner: The other report on Chernobyl (TORCH). An independent scientific evaluation of a recent report by the International Atomic Energy Agency (IAEA) and the World Health Organisation (WHO). Berlin / Brüssel / Kiew 2006; chernobylreport.org (PDF; 2,2 MB).
- Environmental Consequences of the Chernobyl Accident and Their Remediation: Twenty Years of Experience. Report of the UN Chernobyl Forum Expert Group „Environment“ (EGE), August 2005 online (PDF)
- Burton Bennett, Michael Repacholi, Zhanat Carr (Hrsg.): Health Effects of the Chernobyl Accident and Special Health Care Programmes. Report of the UN Chernobyl Forum Expert Group „Health“. World Health Organization, Genf 2006, ISBN 92-4-159417-9; who.int (PDF; 1,6 MB).

### Weitere Literatur
- Peter Bilhöfer: 26. April 1986: Tschernobyl. Folgen einer Katastrophe. Kohlhammer, Stuttgart 2021, ISBN 978-3-17-034347-4.
- Götz Buttermann, Hanns-Seidel-Stiftung (Hrsg.) Radioaktivität und Strahlung Tschernobyl – Medizin – Technik. Verlag R. S. Schulz, Percha 1988, ISBN 3-7962-0183-0.
- Swetlana Alexijewitsch: Tschernobyl, Eine Chronik der Zukunft. 3. Auflage. Piper, München / Berlin 2015, ISBN 978-3-492-30625-6.
- Ian Fairlie, David Sumner: The Other Report on Chernobyl (TORCH). Berlin / Brüssel / Kiew 2006; (greens-efa.org (Memento vom 20. April 2011 im Internet Archive; PDF)).
- P. Zoriy, H. Dederichs, J. Pillath, B. Heuel-Fabianek, P. Hill, R. Lennartz Langzeitbeobachtung der Dosisbelastung der Bevölkerung in radioaktiv kontaminierten Gebieten Weißrusslands – Korma-Studie II (1998–2015). Verlag Forschungszentrum Jülich, 2016, ISBN 978-3-95806-137-8 Korma-Studie II-Studie (PDF)
- Gerd Ludwig, Michail Gorbatschow (Essay): Der lange Schatten von Tschernobyl. Bildband, Edition Lammerhuber, 2014, ISBN 978-3-901753-66-4 (Bildervorschau). Bildband mit aktuellen Fotos aus dem Reaktorinneren.[194]
- Vjačeslav Šestopalov,et al.: Groundwater vulnerability: Chernobyl nuclear disaster. American Geophysical Union, Washington 2015, ISBN 978-1-118-96219-0.
- Fabian Lüscher, Stefan Guth: Tschernobyl 1986 – ein ganz normaler Unfall? RGOW 4/2016, S. 6–10. PDF
- Adam Higginbotham: Mitternacht in Tschernobyl. Die geheime Geschichte der größten Atomkatastrophe aller Zeiten. S. Fischer, Frankfurt a. M. 2019, ISBN 978-3-10-002538-8 (englisch: Midnight in Chernobyl. The Untold Story of the World’s Greatest Nuclear Disaster. New York 2019).
- Serhii Plokhy: Chernobyl. History of a Tragedy. Basic Books, New York 2018, ISBN 978-1-5416-1707-0 (englisch). Ausgezeichnet mit dem Baillie Gifford Prize for Non-Fiction 2018.
- Kate Brown: Manual for survival – A Chernobyl guide to the future. Penguin Random House, 2020, ISBN 978-0-14-198854-2. Als Reisebericht gehaltene Interviews mit Überlebenden und heutigen Forschern in der Region
- Johannes Grotzky: Tschernobyl. Die Katastrophe. Zeitgenössische Berichte, Kommentare, Rückblicke. Norderstedt 2018, ISBN 978-3-7528-0414-0.

### Landespezifische Literatur
Deutschland
- Informationskreis KernEnergie (Hrsg.): Der Reaktorunfall in Tschernobyl. Unfallursachen, Unfallfolgen und ihre Bewältigung, Sicherung und Entsorgung des Kernkraftwerks Tschernobyl. 4. Auflage. Hermann Schlesener KG, Berlin 2007, ISBN 978-3-926956-48-4, online (PDF; 1,7 MB)
- 20 Jahre nach Tschernobyl – Eine Bilanz aus Sicht des Strahlenschutzes. Bericht der Strahlenschutzkommission (SSK) des Bundesministeriums für Umwelt, Naturschutz und Reaktorsicherheit, Heft 50, H. Hoffmann, Berlin 2006, ISBN 3-87344-127-6, ISSN 0948-308X.
- Peter Jacob, Werner Rühm, Herwig G. Paretzke: 20 Jahre Tschernobyl – Die gesundheitlichen Auswirkungen. In: Physik Journal, Band 5, Nummer 4, 2006, S. 43–49; pro-physik.de
- Melanie Arndt: Verunsicherung vor und nach der Katastrophe. Von der Anti-AKW-Bewegung zum Engagement für die „Tschernobyl-Kinder“. In: Zeithistorische Forschungen / Studies in Contemporary History 7, 2010, S. 240–258.
- Gerd Ludwigs, Michail Gorbatschow: Der lange Schatten von Tschernobyl. Edition Lammerhuber, Baden 2017 (Bildband).
- Jakob Felsberger: Tschernobyl in Erlangen – Reaktionen und Dynamiken im lokalen Umfeld 1986–1989. FAU University Press, Erlangen 2020, ISBN 978-3-96147-285-7.

Österreich
- Die Auswirkungen des Reakterunfalls von Tschernobyl auf Österreich. Beiträge Lebensmittelangelegenheiten, Veterinärverwaltung, Strahlenschutz. In: Bundeskanzleramt – Sektion VII, Ernst Bobek (Hrsg.): Forschungsberichte. 2. verbesserte Auflage. Band 2/88. Österreichische Staatsdruckerei, Wien 1988 (PDF, umweltnet.at – Zeitgenössisches Resummeé).
- P.Bossew et al.: Cäsiumbelastung der Böden Österreichs. Monographien. Hrsg.: Umweltbundesamt. Band 60. Wien 1996 (Auszug Pressestelle Umweltbundesamt, Newsarchiv 2006, zit. in Tschernobyl und die Folgen für Österreich. wien-vienna.at – 20-Jahres-Stand).
- Peter Bossew, Martin Gerzabek, Franz Josef Maringer, Claudia Seidel, Thomas Waldhör, Christian Vutuc: Studie „Tschernobylfolgen in Oberösterreich“. Endbericht. Hrsg.: Universität für Bodenkultur, Department für Wald- und Bodenwissenschaften. Wien April 2006 (Studie „Tschernobylfolgen in Oberösterreich“ (Memento vom 24. Dezember 2012 im Internet Archive) [PDF] Untersuchung der gesundheitlichen Auswirkungen der Reaktorkatastrophe von Tschernobyl in besonders belasteten Gebieten Oberösterreichs; im Auftrag des Landes Oberösterreich. Allgemeiner Teil und spezielle Untersuchung der mit am stärksten belasteten Zonen Österreichs.).

## Dokumentationen
- 2004: die Folge Meltdown in Chernobyl. (Staffel 1, Teil 7, von August 2004) der US-amerikanischen Dokumentationsserie Sekunden vor dem Unglück (Originaltitel: Seconds From Disaster.) widmete sich der Katastrophe von Tschernobyl.
- 2011 veröffentlichte die Wendländische Filmkooperative ein Porträt über Rostislav Omeljaschko, Mitbegründer der historisch-kulturellen Expeditionen in die Sperrzone von Tschernobyl und begleitete ihn mehrmals in die Sperrzone.[195]
- 2011: Die TV-Dokumentation Die Wölfe von Tschernobyl – Wildnis in der Todeszone. aus 2011 beschäftigt sich mit den Auswirkungen der Radioaktivität auf die Tierwelt.[196]
- 2016: ZDF-History: Das Tschernobyl-Vermächtnis. TV-Dokumentation von Tetyana Deting, Alexander Deting, Deutschland 2016 für ZDF / ZDFinfo (permanent abrufbar auf: youtube.com) In dieser Dokumentation geht es insbesondere um die Erkenntnisse – wie einen deutlich größeren Kreis an Verantwortlichen und umfangreichere Folgen – die Waleri Legassow, der Leiter des Untersuchungskomitees, in seiner Audio-Hinterlassenschaft benannt hat und vorher nie veröffentlichen durfte.
- 2021: Geheimakte Tschernobyl; Teil 1 und Teil 2. (Originaltitel: Chernobyl: Thr New Evidence; 1) Situartion critical; 2) Fallout) TV-Dokumentationsserie von Andy Webb (Regie), GB 2021; deutsche Synchronfassung 2022.
- 2023: Tschernobyl – Die Katastrophe. Teil 1: Paradies. Teil 2: Unfall. Teil 3: Lügen. Teil 4: Vermächtnis. TV-Dokumentationsserie von Dirk Schneider, Ariane Rieker, Deutschland 2023 für ZDF / ZDFinfo.